# The Rolling Stones/Diskografie
Diese Diskografie ist eine Übersicht über die musikalischen Werke der britischen Rockband The Rolling Stones. Den Quellenangaben zufolge verkaufte sie bisher mehr als 200 Millionen Tonträger, damit zählt sie zu den Bands mit den meisten verkauften Tonträgern weltweit. Während die Band in ihrer Heimat über 16 Millionen Tonträger verkaufte, vertrieb sie in Deutschland mehr als 5,4 Millionen, womit die Band zu den Interpreten mit den meisten Tonträgerverkäufen des Landes zählt. Ihre erfolgreichste Veröffentlichung ist die Kompilation Hot Rocks 1964–1971/Les années Stones mit über 13,1 Millionen verkauften Einheiten.

## Alben

### Studioalben
| Jahr | Titel Musiklabel | Höchstplatzierung, Gesamtwochen/‑monate, AuszeichnungChartplatzierungen (Jahr, Titel, Musiklabel, Platzierungen, Wochen/Monate, Auszeichnungen, Anmerkungen) | Höchstplatzierung, Gesamtwochen/‑monate, AuszeichnungChartplatzierungen (Jahr, Titel, Musiklabel, Platzierungen, Wochen/Monate, Auszeichnungen, Anmerkungen) | Höchstplatzierung, Gesamtwochen/‑monate, AuszeichnungChartplatzierungen (Jahr, Titel, Musiklabel, Platzierungen, Wochen/Monate, Auszeichnungen, Anmerkungen) | Höchstplatzierung, Gesamtwochen/‑monate, AuszeichnungChartplatzierungen (Jahr, Titel, Musiklabel, Platzierungen, Wochen/Monate, Auszeichnungen, Anmerkungen) | Höchstplatzierung, Gesamtwochen/‑monate, AuszeichnungChartplatzierungen (Jahr, Titel, Musiklabel, Platzierungen, Wochen/Monate, Auszeichnungen, Anmerkungen) | Anmerkungen                                                              |
| Jahr | Titel Musiklabel | DE | AT | CH | UK | US | Anmerkungen                                                              |
| ---- | --- | --- | --- | --- | --- | --- | ------------------------------------------------------------------------ |
| 1964 | The Rolling Stones auch bekannt als: The Rolling Stones (England’s Newest Hit Makers) Decca Records • London Records (Decca) | DE2 (11 Mt.)DE | — | — | UK1 (51 Wo.)UK | US11 Gold · (35 Wo.)US | Erstveröffentlichung: 16. April 1964 Verkäufe: + 800.000                 |
| 1965 | The Rolling Stones No. 2 auch bekannt als: The Rolling Stones, Now! Decca Records • London Records (Decca)                   | DE1 (8 Mt.)DE | — | — | UK1 (37 Wo.)UK | US5 Gold · (53 Wo.)US | Erstveröffentlichung: 15. Januar 1965 Verkäufe: + 900.000                |
| 1965 | Out of Our Heads Decca Records (Decca)                                                                                       | DE2 (5 Mt.)DE | — | — | UK2 (24 Wo.)UK | US1 Platin · (66 Wo.)US | Erstveröffentlichung: 30. Juli 1965 Verkäufe: + 1.000.000                |
| 1966 | Aftermath Decca Records (Decca)                                                                                              | DE1 (7 Mt.)DE | — | — | UK1 Silber · (24 Wo.)UK | US2 Platin · (50 Wo.)US | Erstveröffentlichung: 15. April 1966 Verkäufe: + 1.060.000               |
| 1967 | Between the Buttons Decca Records (Decca)                                                                                    | DE2 (6 Mt.)DE | — | — | UK3 (22 Wo.)UK | US2 Gold · (47 Wo.)US | Erstveröffentlichung: 20. Januar 1967 Verkäufe: + 500.000                |
| 1967 | Their Satanic Majesties Request Decca Records (Decca)                                                                        | DE4 (6 Wo.)DE | — | — | UK3 Silber · (13 Wo.)UK | US2 Gold · (30 Wo.)US | Erstveröffentlichung: 8. Dezember 1967 Verkäufe: + 1.060.000             |
| 1968 | Beggars Banquet Decca Records (Decca)                                                                                        | DE8 (5 Wo.)DE | AT44 (1 Wo.)AT | CH67 (1 Wo.)CH | UK3 Gold · (12 Wo.)UK | US5 Platin · (33 Wo.)US | Erstveröffentlichung: 6. Dezember 1968 Verkäufe: + 1.185.000             |
| 1969 | Let It Bleed auch bekannt als: Big Hits, Vol. 3 Decca Records (Decca)                                                        | DE3 (1 Wo.)DE | — | — | UK1 Platin · (29 Wo.)UK | US3 ×2Doppelplatin · (44 Wo.)US | Erstveröffentlichung: 29. November 1969 Verkäufe: + 2.477.500            |
| 1971 | Sticky Fingers Selbstverlag (CBS)                                                                                            | DE1 Gold · (15 Wo.)DE | AT9 (5 Wo.)AT | CH16 (6 Wo.)CH | UK1 Platin · (32 Wo.)UK | US1 ×3Dreifachplatin · (62 Wo.)US | Erstveröffentlichung: 23. April 1971 Verkäufe: + 3.767.500               |
| 1972 | Exile on Main St Selbstverlag (CBS)                                                                                          | DE2 (9 Mt.)DE | AT7 (2 Mt.)AT | CH8 (9 Wo.)CH | UK1 Platin · (26 Wo.)UK | US1 Platin · (50 Wo.)US | Erstveröffentlichung: 12. Mai 1972 Verkäufe: + 1.402.500                 |
| 1973 | Goats Head Soup Selbstverlag (CBS)                                                                                           | DE2 Gold · (31 Wo.)DE | AT1 (17 Wo.)AT | CH3 (6 Wo.)CH | UK1 Gold · (17 Wo.)UK | US1 ×3Dreifachplatin · (39 Wo.)US | Erstveröffentlichung: 31. August 1973 Verkäufe: + 3.475.000              |
| 1974 | It’s Only Rock ’n Roll Selbstverlag (CBS)                                                                                    | DE12 (3 Mt.)DE | AT6 (1 Mt.)AT | — | UK2 Gold · (9 Wo.)UK | US1 Platin · (20 Wo.)US | Erstveröffentlichung: 18. Oktober 1974 Verkäufe: + 1.200.000             |
| 1976 | Black and Blue Selbstverlag (CBS)                                                                                            | DE15 (5 Mt.)DE | AT4 (1 Mt.)AT | — | UK2 Gold · (14 Wo.)UK | US1 Platin · (24 Wo.)US | Erstveröffentlichung: 23. April 1976 Verkäufe: + 1.200.000               |
| 1978 | Some Girls Selbstverlag (CBS)                                                                                                | DE6 (7 Mt.)DE | AT4 (5½ Mt.)AT | CH48 (5 Wo.)CH | UK2 Gold · (26 Wo.)UK | US1 ×6Sechsfachplatin · (86 Wo.)US | Erstveröffentlichung: 9. Juni 1978 Verkäufe: + 6.320.000                 |
| 1980 | Emotional Rescue Selbstverlag (CBS)                                                                                          | DE2 (21 Wo.)DE | AT2 (5½ Mt.)AT | — | UK1 Gold · (18 Wo.)UK | US1 ×2Doppelplatin · (51 Wo.)US | Erstveröffentlichung: 20. Juni 1980 Verkäufe: + 2.370.000                |
| 1981 | Tattoo You Selbstverlag (CBS)                                                                                                | DE3 (19 Wo.)DE | AT2 (12 Wo.)AT | CH8 (3 Wo.)CH | UK2 Gold · (30 Wo.)UK | US1 ×4Vierfachplatin · (59 Wo.)US | Erstveröffentlichung: 24. August 1981 Verkäufe: + 4.750.000              |
| 1983 | Undercover Selbstverlag (CBS)                                                                                                | DE2 (19 Wo.)DE | AT8 (2 Mt.)AT | CH5 (10 Wo.)CH | UK3 Gold · (18 Wo.)UK | US4 Platin · (12 Wo.)US | Erstveröffentlichung: 7. November 1983 Verkäufe: + 1.170.000             |
| 1986 | Dirty Work Selbstverlag (Sony)                                                                                               | DE2 Gold · (23 Wo.)DE | AT4 (3 Mt.)AT | CH1 Gold · (10 Wo.)CH | UK4 Gold · (10 Wo.)UK | US4 Platin · (25 Wo.)US | Erstveröffentlichung: 24. März 1986 Verkäufe: + 1.715.000                |
| 1989 | Steel Wheels Selbstverlag (Sony)                                                                                             | DE2 Gold · (18 Wo.)DE | AT1 Gold · (2 Mt.)AT | CH2 Gold · (12 Wo.)CH | UK2 Gold · (18 Wo.)UK | US3 ×2Doppelplatin · (36 Wo.)US | Erstveröffentlichung: 29. August 1989 Verkäufe: + 3.287.227              |
| 1994 | Voodoo Lounge Virgin Records (EMI)                                                                                           | DE1 Platin · (49 Wo.)DE | AT1 Gold · (24 Wo.)AT | CH1 Gold · (21 Wo.)CH | UK1 Gold · (34 Wo.)UK | US2 ×2Doppelplatin · (38 Wo.)US | Erstveröffentlichung: 11. Juli 1994 Verkäufe: + 6.000.000                |
| 1997 | Bridges to Babylon Virgin Records (EMI)                                                                                      | DE1 Platin · (54 Wo.)DE | AT1 Platin · (28 Wo.)AT | CH3 Platin · (22 Wo.)CH | UK6 Gold · (10 Wo.)UK | US3 Platin · (27 Wo.)US | Erstveröffentlichung: 24. September 1997 Verkäufe: + 2.650.000           |
| 2005 | A Bigger Bang Virgin Records (EMI)                                                                                           | DE1 Platin · (23 Wo.)DE | AT1 Gold · (11 Wo.)AT | CH1 Gold · (22 Wo.)CH | UK2 Gold · (5 Wo.)UK | US3 Platin · (19 Wo.)US | Erstveröffentlichung: 2. September 2005 Verkäufe: + 3.500.000            |
| 2016 | Blue & Lonesome Polydor (UMG)                                                                                                | DE1 ×3Dreifachgold · (28 Wo.)DE | AT1 Platin · (42 Wo.)AT | CH1 (34 Wo.)CH | UK1 Platin · (15 Wo.)UK | US4 (11 Wo.)US | Erstveröffentlichung: 2. Dezember 2016 Verkäufe: + 1.800.000; Coveralbum |
| 2023 | Hackney Diamonds Polydor (UMG)                                                                                               | DE1 Platin · (28 Wo.)DE | AT1 Platin · (41 Wo.)AT | CH1 Gold · (22 Wo.)CH | UK1 Gold · (12 Wo.)UK | US3 (9 Wo.)US | Erstveröffentlichung: 20. Oktober 2023 Verkäufe: + 460.000               |

grau schraffiert: keine Chartdaten aus diesem Jahr verfügbar

### Livealben
| Jahr                 | Titel Musiklabel | Höchstplatzierung, Gesamtwochen/‑monate, AuszeichnungChartplatzierungen (Jahr, Titel, Musiklabel, Platzierungen, Wochen/Monate, Auszeichnungen, Anmerkungen) | Höchstplatzierung, Gesamtwochen/‑monate, AuszeichnungChartplatzierungen (Jahr, Titel, Musiklabel, Platzierungen, Wochen/Monate, Auszeichnungen, Anmerkungen) | Höchstplatzierung, Gesamtwochen/‑monate, AuszeichnungChartplatzierungen (Jahr, Titel, Musiklabel, Platzierungen, Wochen/Monate, Auszeichnungen, Anmerkungen) | Höchstplatzierung, Gesamtwochen/‑monate, AuszeichnungChartplatzierungen (Jahr, Titel, Musiklabel, Platzierungen, Wochen/Monate, Auszeichnungen, Anmerkungen) | Höchstplatzierung, Gesamtwochen/‑monate, AuszeichnungChartplatzierungen (Jahr, Titel, Musiklabel, Platzierungen, Wochen/Monate, Auszeichnungen, Anmerkungen) | Anmerkungen                                                                       |
| Jahr                 | Titel Musiklabel | DE | AT | CH | UK | US | Anmerkungen                                                                       |
| -------------------- | --- | --- | --- | --- | --- | --- | --------------------------------------------------------------------------------- |
| Offizielle Livealben | | | | | | |                                                                                   |
|                      | | | | | | |                                                                                   |
| 1966                 | Got Live If You Want It! London Records (Decca)                                                                       | DE2 (5 Mt.)DE | — | — | — | US6 Gold · (48 Wo.)US | Erstveröffentlichung: 28. November 1966 Verkäufe: + 500.000                       |
| 1970                 | Get Yer Ya-Ya’s Out! auch bekannt als: In Concert Decca Records (Decca)                                               | DE6 (4 Mt.)DE | — | — | UK1 Silber · (18 Wo.)UK | US6 Platin · (23 Wo.)US | Erstveröffentlichung: 4. September 1970 Verkäufe: + 1.110.000                     |
| 1977                 | Love You Live Selbstverlag (CBS)                                                                                      | DE22 (1½ Mt.)DE | — | — | UK3 Gold · (8 Wo.)UK | US5 Gold · (17 Wo.)US | Erstveröffentlichung: 23. September 1977 Verkäufe: + 600.000                      |
| 1982                 | Still Life (American Concert 1981) Selbstverlag (CBS)                                                                 | DE4 (21 Wo.)DE | AT2 (4½ Mt.)AT | — | UK4 Gold · (18 Wo.)UK | US5 Platin · (23 Wo.)US | Erstveröffentlichung: 1. Juni 1982 Verkäufe: + 1.220.000                          |
| 1991                 | Flashpoint Virgin Records (EMI)                                                                                       | DE5 Gold · (27 Wo.)DE | AT6 Gold · (12 Wo.)AT | CH7 Gold · (21 Wo.)CH | UK6 Gold · (7 Wo.)UK | US16 Gold · (17 Wo.)US | Erstveröffentlichung: 2. April 1991 Verkäufe: + 1.417.500                         |
| 1995                 | Stripped Virgin Records (EMI)                                                                                         | DE3 Gold · (22 Wo.)DE | AT2 Gold · (16 Wo.)AT | CH3 (17 Wo.)CH | UK9 Gold · (12 Wo.)UK | US9 Platin · (19 Wo.)US | Erstveröffentlichung: 8. November 1995 Verkäufe: + 2.224.600                      |
| 1996                 | Rock and Roll Circus ABKCO Records (UMG)                                                                              | DE17 (11 Wo.)DE | AT41 (1 Wo.)AT | CH59 (1 Wo.)CH | UK*UK | US92 (3 Wo.)US | Erstveröffentlichung: 14. Oktober 1996 * siehe Videoalbum                         |
| 1998                 | No Security Virgin Records (EMI)                                                                                      | DE5 (11 Wo.)DE | AT12 Gold · (10 Wo.)AT | CH29 (3 Wo.)CH | UK67 (1 Wo.)UK | US34 (8 Wo.)US | Erstveröffentlichung: 29. Oktober 1998 Verkäufe: + 55.000                         |
| 2004                 | Live Licks Virgin Records (EMI)                                                                                       | DE9 (5 Wo.)DE | AT13 Gold · (8 Wo.)AT | CH21 (5 Wo.)CH | UK38 Gold · (7 Wo.)UK | US50 Gold · (2 Wo.)US | Erstveröffentlichung: 29. Oktober 2004 Verkäufe: + 690.000                        |
| 2017                 | Ladies & Gentlemen: The Rolling Stones Eagle Rock Entertainment (ERE)                                                 | DE*DE | AT*AT | CH*CH | UK*UK | US*US | Erstveröffentlichung: 9. Juni 2017 * siehe Videoalbum                             |
| 2022                 | Live at the El Mocambo Polydor (UMG)                                                                                  | DE5 (7 Wo.)DE | AT5 (3 Wo.)AT | CH5 (7 Wo.)CH | UK24 (1 Wo.)UK | US61 (1 Wo.)US | Erstveröffentlichung: 13. Mai 2022                                                |
| Offizielle Bootlegs  | | | | | | |                                                                                   |
|                      | | | | | | |                                                                                   |
| 2011                 | The Brussels Affair ’73 Selbstverlag (PBV)                                                                            | — | — | — | — | — | Erstveröffentlichung: 18. Oktober 2011                                            |
| 2011                 | Some Girls – Live in Texas ’78 Eagle Rock Entertainment (ERE)                                                         | DE34 (1 Wo.)DE | AT*AT | CH*CH | UK*UK | US*US | Erstveröffentlichung: 18. November 2011 * siehe Videoalbum                        |
| 2012                 | From the Vault – Hampton Coliseum (Live in 1981) Selbstverlag (PBV)                                                   | DE19 (3 Wo.)DE | AT*AT | CH*CH | UK*UK | US120 (1 Wo.)US | Erstveröffentlichung: 30. Januar 2012 * siehe Videoalbum                          |
| 2012                 | From the Vault – L.A. Forum (Live in 1975) Selbstverlag (PBV)                                                         | DE19 (2 Wo.)DE | AT*AT | CH*CH | UK*UK | US*US | Erstveröffentlichung: 2. April 2012 * siehe Videoalbum                            |
| 2012                 | Checkerboard Lounge / Live Chicago 1981 Eagle Rock Entertainment (ERE)                                                | DE64 (1 Wo.)DE | AT*AT | CH*CH | UK*UK | US*US | Erstveröffentlichung: 2. Juli 2012 mit Muddy Waters; * siehe Videoalbum           |
| 2012                 | From the Vault – Live at the Tokyo Dome Selbstverlag (PBV)                                                            | DE21 (2 Wo.)DE | AT*AT | CH83 (1 Wo.)CH | UK*UK | US*US | Erstveröffentlichung: 11. Juli 2012 * siehe Videoalbum                            |
| 2012                 | Light the Fuse – A Bigger Bang Tour, Toronto Live 2005 Selbstverlag (PBV)                                             | — | — | — | — | — | Erstveröffentlichung: 16. Oktober 2012                                            |
| 2012                 | Live at Leeds – Roundhay Park 1982 Selbstverlag (PBV)                                                                 | DE43 (2 Wo.)DE | AT*AT | CH83 (1 Wo.)CH | UK*UK | US*US | Erstveröffentlichung: 13. November 2012 * siehe Videoalbum                        |
| 2013                 | Sweet Summer Sun – Hyde Park Live Eagle Rock Entertainment (ERE)                                                      | DE2 (28 Wo.)DE | AT23 (2 Wo.)AT | CH24 (5 Wo.)CH | UK16 Silber · (3 Wo.)UK | US19 (2 Wo.)US | Erstveröffentlichung: 8. November 2013 Verkäufe: + 60.000                         |
| 2014                 | Live 1965: Music from Charlie Is My Darling ABKCO Records (UMG)                                                       | — | — | — | — | — | Erstveröffentlichung: 24. November 2014                                           |
| 2015                 | From the Vault – The Marquee Club – Live in 1971 Eagle Rock Entertainment (ERE)                                       | DE17 (3 Wo.)DE | AT*AT | CH44 (2 Wo.)CH | UK*UK | US*US | Erstveröffentlichung: 19. Juni 2015 * siehe Videoalbum                            |
| 2015                 | From the Vault – Sticky Fingers: Live at the Fonda Theatre 2015 auch bekannt als: Sticky Fingers – Live Polydor (UMG) | DE10 (5 Wo.)DE | AT*AT | CH60 (1 Wo.)CH | UK*UK | US92 (2 Wo.)US | Erstveröffentlichung: 29. Juni 2015                                               |
| 2016                 | Totally Stripped Eagle Rock Entertainment (UMG)                                                                       | DE7 (8 Wo.)DE | AT*AT | CH42 (2 Wo.)CH | UK*UK | US*US | Erstveröffentlichung: 3. Juni 2016 * siehe Videoalbum                             |
| 2016                 | Havana Moon Eagle Rock Entertainment (UMG)                                                                            | DE4 (26 Wo.)DE | AT*AT | CH27 (10 Wo.)CH | UK*UK | US*US | Erstveröffentlichung: 11. November 2016 * siehe Videoalbum                        |
| 2018                 | From the Vault – No Security. San Jose ’99 Eagle Rock Entertainment (UMG)                                             | DE6 (5 Wo.)DE | AT47 (1 Wo.)AT | CH17 (2 Wo.)CH | UK*UK | US*US | Erstveröffentlichung: 13. Juli 2018 * siehe Videoalbum                            |
| 2018                 | Voodoo Lounge – Uncut Eagle Rock Entertainment (UMG)                                                                  | DE*DE | AT**AT | CH*CH | UK**UK | US*US | Erstveröffentlichung: 16. November 2018 * siehe Studioalbum / ** siehe Videoalbum |
| 2019                 | Bridges to Bremen Eagle Rock Entertainment (UMG)                                                                      | DE6 (8 Wo.)DE | AT37 (1 Wo.)AT | CH17 (1 Wo.)CH | UK*UK | — | Erstveröffentlichung: 21. Juni 2019 * siehe Videoalbum                            |
| 2019                 | Bridges to Buenos Aires Eagle Rock Entertainment (UMG)                                                                | DE15 (2 Wo.)DE | AT*AT | CH30 (1 Wo.)CH | UK*UK | — | Erstveröffentlichung: 8. November 2019 * siehe Videoalbum                         |
| 2020                 | Steel Wheels – Live Eagle Rock Entertainment (UMG)                                                                    | DE2 (6 Wo.)DE | AT12 (1 Wo.)AT | CH8 (3 Wo.)CH | UK*UK | US180 (1 Wo.)US | Erstveröffentlichung: 25. September 2020 * siehe Videoalbum                       |
| 2021                 | A Bigger Bang – Live on Copacabana Beach Mercury Records (UMG)                                                        | DE2 (9 Wo.)DE | AT10 (1 Wo.)AT | CH7 (2 Wo.)CH | UK*UK | — | Erstveröffentlichung: 9. Juli 2021 * siehe Videoalbum                             |
| 2022                 | Licked Live in NYC Mercury Records (UMG)                                                                              | DE7 (4 Wo.)DE | AT7 (3 Wo.)AT | CH19 (2 Wo.)CH | UK*UK | — | Erstveröffentlichung: 10. Juni 2022 * siehe Videoalbum                            |
| 2023                 | Grrr Live! Mercury Records (UMG)                                                                                      | DE3 (6 Wo.)DE | AT2 (4 Wo.)AT | CH2 (2 Wo.)CH | UK21 (1 Wo.)UK | US193 (1 Wo.)US | Erstveröffentlichung: 10. Februar 2023                                            |
| 2024                 | Live at the Wiltern Mercury Records (UMG)                                                                             | DE4 (3 Wo.)DE | AT4 (2 Wo.)AT | CH6 (2 Wo.)CH | UK95 (1 Wo.)UK | — | Erstveröffentlichung: 8. März 2024                                                |
| 2024                 | Welcome to Shepherd’s Bush (Live from Shepherd’s Bush 1999) Mercury Records (UMG)                                     | DE6 (1 Wo.)DE | — | CH18 (1 Wo.)CH | — | — | Erstveröffentlichung: 6. Dezember 2024                                            |

grau schraffiert: keine Chartdaten aus diesem Jahr verfügbar

### Kompilationen
| Jahr | Titel Musiklabel                                                              | Höchstplatzierung, Gesamtwochen/‑monate, AuszeichnungChartplatzierungen (Jahr, Titel, Musiklabel, Platzierungen, Wochen/Monate, Auszeichnungen, Anmerkungen) | Höchstplatzierung, Gesamtwochen/‑monate, AuszeichnungChartplatzierungen (Jahr, Titel, Musiklabel, Platzierungen, Wochen/Monate, Auszeichnungen, Anmerkungen) | Höchstplatzierung, Gesamtwochen/‑monate, AuszeichnungChartplatzierungen (Jahr, Titel, Musiklabel, Platzierungen, Wochen/Monate, Auszeichnungen, Anmerkungen) | Höchstplatzierung, Gesamtwochen/‑monate, AuszeichnungChartplatzierungen (Jahr, Titel, Musiklabel, Platzierungen, Wochen/Monate, Auszeichnungen, Anmerkungen) | Höchstplatzierung, Gesamtwochen/‑monate, AuszeichnungChartplatzierungen (Jahr, Titel, Musiklabel, Platzierungen, Wochen/Monate, Auszeichnungen, Anmerkungen) | Anmerkungen                                                    |
| Jahr | Titel Musiklabel                                                              | DE | AT | CH | UK | US | Anmerkungen                                                    |
| ---- | ----------------------------------------------------------------------------- | --- | --- | --- | --- | --- | -------------------------------------------------------------- |
| 1964 | 12×5 London Records (Decca)                                                   | — | — | — | — | US3 Gold · (38 Wo.)US | Erstveröffentlichung: 17. Oktober 1964 Verkäufe: + 500.000     |
| 1964 | Around and Around Decca Records (Decca)                                       | DE4 (11 Mt.)DE | — | — | — | — | Erstveröffentlichung: November 1964                            |
| 1965 | Bravo Rolling Stones HörZu (Teldec)                                           | DE1 (8 Mt.)DE | — | — | — | — | Erstveröffentlichung: Dezember 1965                            |
| 1966 | Big Hits – High Tide and Green Grass Decca Records (Decca)                    | — | — | — | UK4 Silber · (45 Wo.)UK | US3 ×2Doppelplatin · (… Wo.)US | Erstveröffentlichung: 28. März 1966 Verkäufe: + 2.110.000      |
| 1966 | December’s Children (And Everybody’s) Decca Records (Decca)                   | — | — | — | — | US4 Gold · (33 Wo.)US | Erstveröffentlichung: 3. Dezember 1965 Verkäufe: + 1.000.000   |
| 1967 | Flowers Decca Records (Decca)                                                 | DE7 (3 Mt.)DE | — | — | — | US3 Gold · (35 Wo.)US | Erstveröffentlichung: 3. Juli 1967 Verkäufe: + 500.000         |
| 1969 | Through the Past, Darkly (Big Hits Vol. 2) Decca Records (Decca)              | DE13 (3 Mt.)DE | — | — | UK2 Gold · (37 Wo.)UK | US2 Platin · (32 Wo.)US | Erstveröffentlichung: 12. September 1969                       |
| 1971 | Stone Age Decca Records (Decca)                                               | DE30 (2 Mt.)DE | — | — | UK4 (8 Wo.)UK | — | Erstveröffentlichung: 23. April 1971                           |
| 1971 | Gimme Shelter Decca Records (Decca)                                           | — | — | — | UK19 (5 Wo.)UK | — | Erstveröffentlichung: August 1971                              |
| 1971 | Hot Rocks 1964–1971 auch bekannt als: Les années Stones Decca Records (Decca) | — | — | — | UK3 ×2Doppelplatin · (59 Wo.)UK | US4 ×2Diamant + Doppelplatin · (427 Wo.)US | Erstveröffentlichung: 20. Dezember 1971 Verkäufe: + 13.125.000 |
| 1972 | Milestones Decca Records (Decca)                                              | — | — | — | UK14 (8 Wo.)UK | — | Erstveröffentlichung: 18. Februar 1972                         |
| 1972 | Rock ’n’ Rolling Stones Decca Records (Decca)                                 | — | — | — | UK41 (1 Wo.)UK | — | Erstveröffentlichung: Oktober 1972                             |
| 1972 | More Hot Rocks (Big Hits & Fazed Cookies) Decca Records (Decca)               | — | — | — | UK41 (17 Wo.)UK | US9 Gold · (29 Wo.)US | Erstveröffentlichung: 11. Dezember 1972 Verkäufe: + 1.000.000  |
| 1973 | No Stone Unturned Decca Records (Decca)                                       | — | — | — | — | — | Erstveröffentlichung: Oktober 1973                             |
| 1975 | Made in the Shade Decca Records (Decca)                                       | — | — | — | UK14 (12 Wo.)UK | US6 Platin · (17 Wo.)US | Erstveröffentlichung: 6. Juni 1975 Verkäufe: + 1.000.000       |
| 1975 | Metamorphosis Selbstverlag (CBS)                                              | — | AT8 (1 Mt.)AT | — | UK45 (1 Wo.)UK | US8 (13 Wo.)US | Erstveröffentlichung: 6. Juni 1975                             |
| 1975 | Rolled Gold: The Very Best of The Rolling Stones Decca Records (Decca)        | DE86 (1 Wo.)DE | — | CH48 (5 Wo.)CH | UK7 Gold · (62 Wo.)UK | — | Erstveröffentlichung: 15. November 1975 Verkäufe: + 110.000    |
| 1977 | Die 30 größten Hits / 30 Greatest Hits / Get Stoned Arcade Records (ADE)      | DE21 (4 Mt.)DE | AT17 (3 Mt.)AT | — | UK8 (15 Wo.)UK | — | Erstveröffentlichung: Oktober 1977                             |
| 1979 | Time Waits for No One: Anthology 1971–1977 Selbstverlag (CBS)                 | — | — | — | — | — | Erstveröffentlichung: 29. Mai 1979                             |
| 1980 | Solid Rock Decca Records (Decca)                                              | — | — | — | — | — | Erstveröffentlichung: 28. Oktober 1980                         |
| 1981 | Slow Rollers Decca Records (Decca)                                            | — | — | — | — | — | Erstveröffentlichung: 1. Januar 1981                           |
| 1981 | Sucking in the Seventies Selbstverlag (CBS)                                   | DE64 (1 Wo.)DE | AT20 (½ Mt.)AT | — | — | US15 Gold · (12 Wo.)US | Erstveröffentlichung: 14. April 1981 Verkäufe: + 510.000       |
| 1981 | Rolled Gold, Vol. 2 Decca Records (Decca)                                     | — | — | — | — | — | Erstveröffentlichung: 1981                                     |
| 1982 | Story of the Stones K-tel International (K-tel)                               | — | — | — | UK24 Gold · (12 Wo.)UK | — | Erstveröffentlichung: November 1982 Verkäufe: + 100.000        |
| 1984 | Rewind (1971–1984) Selbstverlag (CBS)                                         | DE31 (9 Wo.)DE | — | — | UK23 (18 Wo.)UK | US86 Gold · (11 Wo.)US | Erstveröffentlichung: 2. Juli 1984 Verkäufe: + 560.000         |
| 1993 | Jump Back: The Best of the Rolling Stones Virgin Records (EMI)                | DE19 Gold · (21 Wo.)DE | AT14 Gold · (16 Wo.)AT | CH18 Platin · (11 Wo.)CH | UK16 ×2Doppelplatin · (48 Wo.)UK | US30 Platin · (58 Wo.)US | Erstveröffentlichung: 22. November 1993 Verkäufe: + 3.208.000  |
| 2002 | Forty Licks Virgin Records (EMI)                                              | DE2 Platin · (36 Wo.)DE | AT3 Platin · (26 Wo.)AT | CH2 Platin · (31 Wo.)CH | UK2 ×4Vierfachplatin · (121 Wo.)UK | US2 ×4Vierfachplatin · (50 Wo.)US | Erstveröffentlichung: 30. September 2002 Verkäufe: + 7.277.382 |
| 2005 | Rarities 1971–2003 Virgin Records (EMI)                                       | DE80 (1 Wo.)DE | AT69 (1 Wo.)AT | — | — | US76 (6 Wo.)US | Erstveröffentlichung: 28. November 2005                        |
| 2012 | Grrr! Polydor (UMG)                                                           | DE1 Gold · (40 Wo.)DE | AT1 Platin · (16 Wo.)AT | CH6 (15 Wo.)CH | UK3 Platin · (38 Wo.)UK | US19 Gold · (20 Wo.)US | Erstveröffentlichung: 9. November 2012 Verkäufe: + 1.187.500   |
| 2017 | On Air Polydor (UMG)                                                          | DE10 (7 Wo.)DE | AT19 (5 Wo.)AT | CH22 (8 Wo.)CH | UK27 (5 Wo.)UK | US47 (3 Wo.)US | Erstveröffentlichung: 1. Dezember 2017                         |
| 2019 | Honk Polydor (UMG)                                                            | DE6 (8 Wo.)DE | AT5 (6 Wo.)AT | CH6 (8 Wo.)CH | UK8 Gold · (4 Wo.)UK | US23 (19 Wo.)US | Erstveröffentlichung: 19. April 2019 Verkäufe: + 100.000       |

grau schraffiert: keine Chartdaten aus diesem Jahr verfügbar

### EPs
| Jahr | Titel Musiklabel                                              | Anmerkungen                                               |
| ---- | ------------------------------------------------------------- | --------------------------------------------------------- |
| 1964 | The Rolling Stones Decca Records (Decca)                      | Erstveröffentlichung: 10. Januar 1964                     |
| 1964 | Carol Decca Records (Decca)                                   | Erstveröffentlichung: 30. Juli 1964                       |
| 1964 | Five by Five Decca Records (Decca)                            | Erstveröffentlichung: 14. August 1964 Verkäufe: + 250.000 |
| 1964 | 12×5 London Records (SBG)                                     | Erstveröffentlichung: Oktober 1964                        |
| 1965 | The Rolling Stones, Now! London Records (SBG)                 | Erstveröffentlichung: Februar 1965                        |
| 1965 | Got LIVE If You Want It! Decca Records (Decca)                | Erstveröffentlichung: 11. Juni 1965                       |
| 1965 | Out of Our Heads London Records (SBG)                         | Erstveröffentlichung: Juli 1965                           |
| 1965 | December’s Children (And Everybody’s) London Records (SBG)    | Erstveröffentlichung: Dezember 1965                       |
| 1967 | Their Satanic Majesties Request London Records (SBG)          | Erstveröffentlichung: Dezember 1967                       |
| 1972 | Exile on Main St Atlantic Records (COC)                       | Erstveröffentlichung: Mai 1972                            |
| 1973 | Goats Head Soup Atlantic Records (COC)                        | Erstveröffentlichung: November 1973                       |
| 1973 | Star Star Atlantic Records (CBS)                              | Erstveröffentlichung: 30. November 1973                   |
| 1977 | If You Can’t Rock Me / Get Off Of My Cloud Selbstverlag (CBS) | Erstveröffentlichung: 23. September 1977                  |
| 2011 | 60’s UK EP Collection ABKCO Records (HDtracks)                | Erstveröffentlichung: 19. Juli 2011                       |

### Soundtracks
| Jahr | Titel Musiklabel            | Höchstplatzierung, Gesamtwochen, AuszeichnungChartplatzierungen (Jahr, Titel, Musiklabel, Platzierungen, Wochen, Auszeichnungen, Anmerkungen) | Höchstplatzierung, Gesamtwochen, AuszeichnungChartplatzierungen (Jahr, Titel, Musiklabel, Platzierungen, Wochen, Auszeichnungen, Anmerkungen) | Höchstplatzierung, Gesamtwochen, AuszeichnungChartplatzierungen (Jahr, Titel, Musiklabel, Platzierungen, Wochen, Auszeichnungen, Anmerkungen) | Höchstplatzierung, Gesamtwochen, AuszeichnungChartplatzierungen (Jahr, Titel, Musiklabel, Platzierungen, Wochen, Auszeichnungen, Anmerkungen) | Höchstplatzierung, Gesamtwochen, AuszeichnungChartplatzierungen (Jahr, Titel, Musiklabel, Platzierungen, Wochen, Auszeichnungen, Anmerkungen) | Anmerkungen                                            |
| Jahr | Titel Musiklabel            | DE | AT | CH | UK | US | Anmerkungen                                            |
| ---- | --------------------------- | --- | --- | --- | --- | --- | ------------------------------------------------------ |
| 2008 | Shine a Light Polydor (UMG) | DE7 (13 Wo.)DE | AT3 (20 Wo.)AT | CH16 (6 Wo.)CH | UK2 Silber · (7 Wo.)UK | US11 (7 Wo.)US | Erstveröffentlichung: 4. April 2008 Verkäufe: + 70.000 |

## Singles
| Jahr | Titel Album                                                                                   | Höchstplatzierung, Gesamtwochen/‑monate, AuszeichnungChartplatzierungen (Jahr, Titel, Album, Platzierungen, Wochen/Monate, Auszeichnungen, Anmerkungen) | Höchstplatzierung, Gesamtwochen/‑monate, AuszeichnungChartplatzierungen (Jahr, Titel, Album, Platzierungen, Wochen/Monate, Auszeichnungen, Anmerkungen) | Höchstplatzierung, Gesamtwochen/‑monate, AuszeichnungChartplatzierungen (Jahr, Titel, Album, Platzierungen, Wochen/Monate, Auszeichnungen, Anmerkungen) | Höchstplatzierung, Gesamtwochen/‑monate, AuszeichnungChartplatzierungen (Jahr, Titel, Album, Platzierungen, Wochen/Monate, Auszeichnungen, Anmerkungen) | Höchstplatzierung, Gesamtwochen/‑monate, AuszeichnungChartplatzierungen (Jahr, Titel, Album, Platzierungen, Wochen/Monate, Auszeichnungen, Anmerkungen) | Anmerkungen | [↑]: gemeinsam behandelt mit vorhergehendem Eintrag; [←]: in beiden Charts platziert |
| Jahr | Titel Album                                                                                   | DE | AT | CH | UK | US | Anmerkungen |                                                                                      |
| ---- | --------------------------------------------------------------------------------------------- | --- | --- | --- | --- | --- | --- | ------------------------------------------------------------------------------------ |
| 1963 | Come On Big Hits (High Tide and Green Grass)                                                  | — | — | — | UK21 (14 Wo.)UK | — | Erstveröffentlichung: 7. Juni 1963 Verkäufe: + 250.000; Original: Chuck Berry                                                                             |                                                                                      |
| 1963 | Fortune Teller Big Hits – High Tide and Green Grass                                           | — | — | — | — | — | Erstveröffentlichung: September 1963 Original: Benny Spellman                                                                                             |                                                                                      |
| 1963 | I Wanna Be Your Man Milestones                                                                | — | — | — | UK12 (16 Wo.)UK | US48 (13 Wo.)US | Erstveröffentlichung: 1. November 1963 Original: The Beatles                                                                                              |                                                                                      |
| 1964 | Not Fade Away The Rolling Stones (England’s Newest Hit Makers)                                | — | — | — | UK3 (15 Wo.)UK[US: ↑] | US48 (13 Wo.)US | Erstveröffentlichung: 21. Februar 1964 Verkäufe: + 250.000; Original: The Crickets                                                                        |                                                                                      |
| 1964 | Carol The Rolling Stones • Carol EP                                                           | — | — | — | — | — | Erstveröffentlichung: Mai 1964 Original: Chuck Berry |                                                                                      |
| 1964 | Tell Me (You’re Coming Back) The Rolling Stones                                               | DE24 (1 Mt.)DE | — | — | — | US24 (10 Wo.)US | Erstveröffentlichung: 12. Juni 1964 |                                                                                      |
| 1964 | It’s All Over Now 12×5                                                                        | DE14 (3 Mt.)DE | — | — | UK1 (15 Wo.)UK | US26 (10 Wo.)US | Erstveröffentlichung: 22. Juni 1964 Verkäufe: + 1.000.000; Original: The Valentinos                                                                       |                                                                                      |
| 1964 | Time Is on My Side The Rolling Stones No. 2                                                   | DE28 (½ Mt.)DE | — | — | — | US6 (13 Wo.)US | Erstveröffentlichung: 25. September 1964 Verkäufe: + 1.000.000; Original: Kai Winding                                                                     |                                                                                      |
| 1964 | Little Red Rooster The Rolling Stones, Now!                                                   | DE14 (1 Mt.)DE | — | — | UK1 (12 Wo.)UK | — | Erstveröffentlichung: 1. Oktober 1964 Verkäufe: + 250.000 Original: Howlin’ Wolf                                                                          |                                                                                      |
| 1964 | Heart of Stone The Rolling Stones, Now!                                                       | — | — | — | — | US19 (9 Wo.)US | Erstveröffentlichung: 19. Dezember 1964 |                                                                                      |
| 1965 | Under the Boardwalk The Rolling Stones No. 2                                                  | — | — | — | — | — | Erstveröffentlichung: 7. Januar 1965 Original: The Drifters                                                                                               |                                                                                      |
| 1965 | The Last Time Out of Our Hands                                                                | DE1 (5 Mt.)DE | AT7 (1 Mt.)AT | — | UK1 (13 Wo.)UK | US9 (10 Wo.)US | Erstveröffentlichung: 26. Februar 1965 Verkäufe: + 1.000.000                                                                                              |                                                                                      |
| 1965 | Play with Fire Out of Our Heads[DE: ↑][AT: ↑]                                                 | DE1 (5 Mt.)DE | AT7 (1 Mt.)AT | —[UK: ↑] | UK1 (13 Wo.)UK | US96 (1 Wo.)US | Erstveröffentlichung: 26. Februar 1965 |                                                                                      |
| 1965 | (I Can’t Get No) Satisfaction Out of Our Heads                                                | DE1 Gold · (4½ Mt.)DE | AT1 (3 Mt.)AT | — | UK1 Platin · (12 Wo.)UK | US1 Gold · (14 Wo.)US | Erstveröffentlichung: 6. Juni 1965 Verkäufe: + 4.500.000                                                                                                  |                                                                                      |
| 1965 | Get Off of My Cloud December’s Children (And Everybody’s)                                     | DE1 Gold · (4 Mt.)DE | AT5 (2 Mt.)AT | — | UK1 (12 Wo.)UK | US1 (12 Wo.)US | Erstveröffentlichung: 24. September 1965 Verkäufe: + 1.000.000                                                                                            |                                                                                      |
| 1965 | As Tears Go By auch bekannt als: Con le mie lacrime December’s Children (And Everybody’s)     | DE1 (3 Mt.)DE | — | — | UK2 (8 Wo.)UK | US6 (9 Wo.)US | Erstveröffentlichung: 18. Dezember 1965 (EN-Version) Erstveröffentlichung: 16. Juni 1966 (FR-Version) Verkäufe: + 1.000.000; Original: Marianne Faithfull |                                                                                      |
| 1966 | 19th Nervous Breakdown Big Hits (High Tide and Green Grass)[DE: ↑]                            | DE1 (3 Mt.)DE | — | —[UK: ↑] | UK2 (8 Wo.)UK | US2 (10 Wo.)US | Erstveröffentlichung: 4. Februar 1966 Verkäufe: + 1.000.000                                                                                               |                                                                                      |
| 1966 | Paint It Black Aftermath                                                                      | DE2 Gold · (5 Mt.)DE | AT2 (3 Mt.)AT | — | UK1 ×2Doppelplatin · (24 Wo.)UK | US1 (11 Wo.)US | Erstveröffentlichung: 6. Mai 1966 Verkäufe: + 2.135.000                                                                                                   |                                                                                      |
| 1966 | Mother’s Little Helper Aftermath                                                              | DE9 (2 Mt.)DE | — | — | — | US8 (9 Wo.)US | Erstveröffentlichung: 2. Juli 1966 Verkäufe: + 1.000.000                                                                                                  |                                                                                      |
| 1966 | Lady Jane Aftermath[DE: ↑]                                                                    | DE9 (2 Mt.)DE | — | — | — | US24 (6 Wo.)US | Erstveröffentlichung: 2. Juli 1966 |                                                                                      |
| 1966 | Have You Seen Your Mother, Baby, Standing in the Shadow? Big Hits (High Tide and Green Grass) | DE9 (2 Mt.)DE | — | — | UK5 (8 Wo.)UK | US9 (7 Wo.)US | Erstveröffentlichung: 23. September 1966 Verkäufe: + 1.000.000                                                                                            |                                                                                      |
| 1967 | Let’s Spend the Night Together Between the Buttons (US Version)                               | DE1 (4½ Mt.)DE | AT3 (5 Mt.)AT | — | UK3 (10 Wo.)UK | US55 (8 Wo.)US | Erstveröffentlichung: 13. Januar 1967 |                                                                                      |
| 1967 | Ruby Tuesday Between the Buttons (US Version)[DE: ↑][AT: ↑]                                   | DE1 (4½ Mt.)DE | AT3 (5 Mt.)AT | CH27 a (2 Wo.)CH | UK59 b Silber · (2 Wo.)UK | US1 Gold · (12 Wo.)US | Erstveröffentlichung: 13. Januar 1967 Verkäufe: + 1.300.000                                                                                               |                                                                                      |
| 1967 | We Love You Through the Past, Darkly (Big Hits Vol. 2)                                        | DE2 (3½ Mt.)DE | AT5 (3 Mt.)AT | — | UK8 (8 Wo.)UK | US50 (6 Wo.)US | Erstveröffentlichung: 18. August 1967 Verkäufe: + 1.000.000                                                                                               |                                                                                      |
| 1967 | Dandelion Through the Past, Darkly (Big Hits Vol. 2)[DE: ↑][AT: ↑]                            | DE2 (3½ Mt.)DE | AT5 (3 Mt.)AT | —[UK: ↑] | UK8 (8 Wo.)UK | US14 (8 Wo.)US | Erstveröffentlichung: 18. August 1967 |                                                                                      |
| 1967 | In Another Land Their Satanic Majesties Request                                               | — | — | — | — | US87 (5 Wo.)US | Erstveröffentlichung: 2. Dezember 1967 mit Bill Wyman |                                                                                      |
| 1967 | 2000 Light Years From Home / She’s a Rainbow Their Satanic Majesties Request                  | DE5 (3½ Mt.)DE | AT8 (3 Mt.)AT | — | UK3 Silber · (8 Wo.)UK | US25 (7 Wo.)US | Erstveröffentlichung: 23. Dezember 1967 Verkäufe: + 235.000                                                                                               |                                                                                      |
| 1968 | Jumpin’ Jack Flash Through the Past, Darkly (Big Hits Vol. 2)                                 | DE1 (3 Mt.)DE | AT3 (4 Mt.)AT | CH2 (12 Wo.)CH | UK1 Gold · (11 Wo.)UK | US3 (12 Wo.)US | Erstveröffentlichung: 24. Mai 1968 Verkäufe: + 1.000.000                                                                                                  |                                                                                      |
| 1968 | Street Fighting Man Beggars Banquet                                                           | DE7 (2 Mt.)DE | AT7 (2 Mt.)AT | CH4 (5 Wo.)CH | UK21 (8 Wo.)UK | US48 (6 Wo.)US | Erstveröffentlichung: 30. August 1968 |                                                                                      |
| 1968 | Sympathy for the Devil Beggars Banquet                                                        | DE18 c Gold · (10 Wo.)DE | AT27 c (10 Wo.)AT | CH25 c (12 Wo.)CH | UK14 c Platin · (7 Wo.)UK | US97 c (1 Wo.)US | Erstveröffentlichung: Dezember 1968 Verkäufe: + 1.130.000                                                                                                 |                                                                                      |
| 1969 | Honky Tonk Women Through the Past, Darkly (Big Hits Vol. 2)                                   | DE2 (4 Mt.)DE | AT4 (4 Mt.)AT | CH1 (13 Wo.)CH | UK1 Silber · (17 Wo.)UK | US1 Gold · (15 Wo.)US | Erstveröffentlichung: 4. Juli 1969 Verkäufe: + 2.000.000                                                                                                  |                                                                                      |
| 1970 | Blue Turns to Grey December’s Children (And Everybody’s)                                      | — | — | — | — | — | Erstveröffentlichung: 19. Mai 1970 |                                                                                      |
| 1970 | Gimme Shelter Let It Bleed                                                                    | — | — | — | UK76 ×2Doppelplatin · (2 Wo.)UK | — | Erstveröffentlichung: November 1970 Verkäufe: + 1.525.000                                                                                                 |                                                                                      |
| 1971 | Everybody Needs Somebody to Love The Rolling Stones No. 2                                     | — | — | — | — | — | Erstveröffentlichung: 15. Januar 1971 Original: Solomon Burke                                                                                             |                                                                                      |
| 1971 | Little Queenie Get Yer Ya-Ya’s Out!                                                           | DE19 (6 Wo.)DE | AT12 (1 Mt.)AT | CH5 (7 Wo.)CH | — | — | Erstveröffentlichung: 1. Februar 1971 Original: Chuck Berry                                                                                               |                                                                                      |
| 1971 | Brown Sugar Sticky Fingers                                                                    | DE4 (18 Wo.)DE | AT10 (3 Mt.)AT | CH1 (12 Wo.)CH | UK2 Silber (Physisch) + Platin (Digital) · (17 Wo.)UK                                                                                                   | US1 (12 Wo.)US | Erstveröffentlichung: 16. April 1971 Verkäufe: + 1.000.000                                                                                                |                                                                                      |
| 1971 | Let It Rock Sticky Fingers                                                                    | DE25 (5 Wo.)DE | — | —[UK: ↑] | UK2 Silber (Physisch) + Platin (Digital) · (17 Wo.)UK                                                                                                   | — | Erstveröffentlichung: 17. April 1971 Original: Chuck Berry                                                                                                |                                                                                      |
| 1971 | Wild Horses Sticky Fingers                                                                    | — | — | — | UK— PlatinUK | US28 (8 Wo.)US | Erstveröffentlichung: 12. Juni 1971 Liveversion: 15. März 2019 (feat. Florence Welch) Verkäufe: + 730.000                                                 |                                                                                      |
| 1971 | Surprise, Surprise The Rolling Stones No. 2                                                   | — | — | — | — | — | Erstveröffentlichung: 4. Juli 1971 |                                                                                      |
| 1972 | Tumbling Dice Exile on Main St                                                                | DE17 (7 Wo.)DE | — | — | UK5 (8 Wo.)UK | US7 (10 Wo.)US | Erstveröffentlichung: 14. April 1972 Verkäufe: + 35.000                                                                                                   |                                                                                      |
| 1972 | Happy Exile on Main St                                                                        | — | — | — | — | US22 (8 Wo.)US | Erstveröffentlichung: 28. Juni 1972 |                                                                                      |
| 1973 | Sad Day No Stone Unturned                                                                     | — | — | — | — | — | Erstveröffentlichung: 27. April 1973 |                                                                                      |
| 1973 | You Can’t Always Get What You Want Let It Bleed                                               | — | — | — | UK— GoldUK | US42 (8 Wo.)US | Erstveröffentlichung: Juni 1973 Verkäufe: + 500.000 |                                                                                      |
| 1973 | Angie Goats Head Soup                                                                         | DE2 (22 Wo.)DE | AT8 (5 Mt.)AT | CH1 (19 Wo.)CH | UK5 Silber · (10 Wo.)UK | US1 Gold · (16 Wo.)US | Erstveröffentlichung: 17. August 1973 Verkäufe: + 2.055.000                                                                                               |                                                                                      |
| 1973 | Star Star Goats Head Soup • Star Star EP                                                      | DE32 (6 Wo.)DE | — | CH7 (6 Wo.)CH | — | US15 (11 Wo.)US | Erstveröffentlichung: 30. November 1973 |                                                                                      |
| 1973 | Doo Doo Doo Doo Doo (Heartbreaker) Goats Head Soup                                            | — | — | — | — | — | Erstveröffentlichung: 19. Dezember 1973 |                                                                                      |
| 1974 | It’s Only Rock ’n Roll (But I Like It) It’s Only Rock ’n Roll                                 | DE36 (5 Wo.)DE | — | — | UK10 (7 Wo.)UK | US16 (10 Wo.)US | Erstveröffentlichung: 26. Juli 1974 |                                                                                      |
| 1974 | Ain’t Too Proud to Beg It’s Only Rock ’n Roll                                                 | — | — | — | — | US17 (10 Wo.)US | Erstveröffentlichung: 31. Oktober 1974 Original: The Temptations                                                                                          |                                                                                      |
| 1975 | Time Waits for No One It’s Only Rock ’n Roll                                                  | — | — | — | — | — | Erstveröffentlichung: 21. Januar 1975 |                                                                                      |
| 1975 | I Don’t Know Why Metamorphosis                                                                | — | — | — | — | US42 (6 Wo.)US | Erstveröffentlichung: 23. Mai 1975 Original: Stevie Wonder                                                                                                |                                                                                      |
| 1975 | Love in Vain Let It Bleed                                                                     | — | — | — | — | — | Erstveröffentlichung: 20. Juli 1975 Original: Traditional                                                                                                 |                                                                                      |
| 1975 | Out of Time Aftermath                                                                         | — | — | — | UK45 (2 Wo.)UK | US81 (3 Wo.)US | Erstveröffentlichung: 17. August 1975 |                                                                                      |
| 1976 | Fool to Cry Black and Blue                                                                    | — | — | — | UK6 (10 Wo.)UK | US10 (9 Wo.)US | Erstveröffentlichung: 8. April 1976 |                                                                                      |
| 1976 | Hot Stuff Black and Blue                                                                      | — | — | —[UK: ↑] | UK6 (10 Wo.)UK | US49 (6 Wo.)US | Erstveröffentlichung: 10. Juni 1976 |                                                                                      |
| 1978 | Miss You Some Girls                                                                           | DE12 (21 Wo.)DE | AT13 (5 Mt.)AT | CH11 (9 Wo.)CH | UK3 Silber · (13 Wo.)UK | US1 Gold · (20 Wo.)US | Erstveröffentlichung: 10. Mai 1978 Verkäufe: + 1.320.000                                                                                                  |                                                                                      |
| 1978 | Beast of Burden Some Girls                                                                    | — | — | — | UK— SilberUK | US8 (13 Wo.)US | Erstveröffentlichung: 28. August 1978 Verkäufe: + 470.000                                                                                                 |                                                                                      |
| 1978 | Respectable Some Girls                                                                        | — | — | — | UK23 (9 Wo.)UK | — | Erstveröffentlichung: 22. September 1978 |                                                                                      |
| 1978 | Before They Make Me Run Some Girls                                                            | — | — | — | — | — | Erstveröffentlichung: 31. Oktober 1978 |                                                                                      |
| 1978 | Shattered Some Girls                                                                          | — | — | — | — | US31 (10 Wo.)US | Erstveröffentlichung: 29. November 1978 |                                                                                      |
| 1980 | Emotional Rescue                                                                              | DE15 (15 Wo.)DE | AT9 (2½ Mt.)AT | CH11 (5 Wo.)CH | UK9 (8 Wo.)UK | US3 (19 Wo.)US | Erstveröffentlichung: 20. Juni 1980 |                                                                                      |
| 1980 | She’s So Cold / Send It to Me Emotional Rescue                                                | — | — | — | UK33 (6 Wo.)UK | US26 (13 Wo.)US | Erstveröffentlichung: 19. September 1980 |                                                                                      |
| 1981 | Start Me Up Tattoo You                                                                        | DE36 (11 Wo.)DE | AT14 (1½ Mt.)AT | CH5 (8 Wo.)CH | UK7 Platin · (9 Wo.)UK | US2 (24 Wo.)US | Erstveröffentlichung: 6. August 1981 Verkäufe: + 1.075.000                                                                                                |                                                                                      |
| 1981 | Waiting on a Friend Tattoo You                                                                | — | — | — | UK50 (6 Wo.)UK | US13 (15 Wo.)US | Erstveröffentlichung: 27. November 1981 Verkäufe: + 35.000                                                                                                |                                                                                      |
| 1982 | Hang Fire Tattoo You                                                                          | — | — | — | — | US20 (11 Wo.)US | Erstveröffentlichung: März 1982 |                                                                                      |
| 1982 | Going to a Go-Go (Live) Still Life (American Concert 1981)                                    | — | AT16 (1 Mt.)AT | CH9 (5 Wo.)CH | UK26 (6 Wo.)UK | US25 (11 Wo.)US | Erstveröffentlichung: 1. Juni 1981 Original: The Miracles                                                                                                 |                                                                                      |
| 1982 | Time Is on My Side (Live) Still Life (American Concert 1981)                                  | — | — | — | UK62 (2 Wo.)UK | — | Erstveröffentlichung: 10. September 1982 |                                                                                      |
| 1983 | Undercover of the Night Undercover                                                            | DE20 (14 Wo.)DE | AT19 (½ Mt.)AT | CH18 (6 Wo.)CH | UK11 (11 Wo.)UK | US9 (14 Wo.)US | Erstveröffentlichung: 31. Oktober 1983 |                                                                                      |
| 1984 | She Was Hot Undercover                                                                        | DE54 (5 Wo.)DE | — | — | UK42 (4 Wo.)UK | US44 (9 Wo.)US | Erstveröffentlichung: 30. Januar 1984 |                                                                                      |
| 1986 | Harlem Shuffle Dirty Work                                                                     | DE11 (12 Wo.)DE | AT13 (2 Mt.)AT | CH10 (8 Wo.)CH | UK13 (8 Wo.)UK | US5 (13 Wo.)US | Erstveröffentlichung: 26. Februar 1986 Verkäufe: + 75.000; Original: Bob and Earl                                                                         |                                                                                      |
| 1986 | One Hit (To the Body) Dirty Work                                                              | — | — | — | UK80 (2 Wo.)UK | US28 (11 Wo.)US | Erstveröffentlichung: 9. Mai 1986 |                                                                                      |
| 1989 | Mixed Emotions Steel Wheels                                                                   | DE20 (12 Wo.)DE | AT17 (1 Mt.)AT | CH24 (2 Wo.)CH | UK36 (5 Wo.)UK | US5 (12 Wo.)US | Erstveröffentlichung: 17. August 1989 |                                                                                      |
| 1989 | Rock and a Hard Place Steel Wheels                                                            | — | — | — | UK63 (3 Wo.)UK | US23 (14 Wo.)US | Erstveröffentlichung: Oktober 1989 |                                                                                      |
| 1990 | Almost Hear You Sigh Steel Wheels                                                             | DE58 (10 Wo.)DE | — | — | UK31 (5 Wo.)UK | US50 (9 Wo.)US | Erstveröffentlichung: 31. Januar 1990 |                                                                                      |
| 1990 | Terrifying Steel Wheels                                                                       | — | — | — | UK82 (2 Wo.)UK | — | Erstveröffentlichung: 26. Februar 1990 |                                                                                      |
| 1991 | Highwire Flashpoint                                                                           | DE27 (10 Wo.)DE | AT23 (5 Wo.)AT | CH14 (8 Wo.)CH | UK29 (4 Wo.)UK | US57 (7 Wo.)US | Erstveröffentlichung: 1. März 1991 |                                                                                      |
| 1991 | Sex Drive Flashpoint                                                                          | — | — | — | — | — | Erstveröffentlichung: Mai 1991 |                                                                                      |
| 1994 | Love Is Strong Voodoo Lounge                                                                  | DE40 (15 Wo.)DE | — | CH29 (10 Wo.)CH | UK14 (5 Wo.)UK | US91 (5 Wo.)US | Erstveröffentlichung: 1. Juli 1994 |                                                                                      |
| 1994 | You Got Me Rocking Voodoo Lounge                                                              | — | — | — | UK23 (3 Wo.)UK | — | Erstveröffentlichung: 26. September 1994 |                                                                                      |
| 1994 | Out of Tears Voodoo Lounge                                                                    | — | — | — | UK36 (5 Wo.)UK | US60 (15 Wo.)US | Erstveröffentlichung: 17. Oktober 1994 |                                                                                      |
| 1995 | I Go Wild Voodoo Lounge                                                                       | DE61 (7 Wo.)DE | — | — | UK29 (3 Wo.)UK | — | Erstveröffentlichung: 12. Mai 1995 |                                                                                      |
| 1995 | Like a Rolling Stone (Live) Stripped                                                          | DE48 (13 Wo.)DE | AT36 (1 Wo.)AT | — | UK12 (7 Wo.)UK | — | Erstveröffentlichung: 27. Oktober 1995 Original: Bob Dylan                                                                                                |                                                                                      |
| 1997 | Anybody Seen My Baby? Bridges to Babylon                                                      | DE24 (12 Wo.)DE | AT12 (12 Wo.)AT | CH26 (16 Wo.)CH | UK22 (3 Wo.)UK | — | Erstveröffentlichung: 19. September 1997 |                                                                                      |
| 1997 | Saint of Me Bridges to Babylon                                                                | DE68 (9 Wo.)DE | AT34 (2 Wo.)AT | — | UK26 (2 Wo.)UK | US94 (4 Wo.)US | Erstveröffentlichung: 17. November 1997 |                                                                                      |
| 1998 | Out of Control Bridges to Babylon                                                             | — | — | — | UK51 (2 Wo.)UK | — | Erstveröffentlichung: 10. August 1998 |                                                                                      |
| 2002 | Don’t Stop Forty Licks                                                                        | DE52 (7 Wo.)DE | — | CH29 (14 Wo.)CH | UK36 (2 Wo.)UK | — | Erstveröffentlichung: 14. Oktober 2002 |                                                                                      |
| 2005 | Streets of Love / Rough Justice A Bigger Bang                                                 | DE15 (9 Wo.)DE | AT26 (9 Wo.)AT | CH21 (14 Wo.)CH | UK15 (4 Wo.)UK | — | Erstveröffentlichung: 22. August 2005 |                                                                                      |
| 2005 | Rain Fall Down A Bigger Bang                                                                  | DE80 (7 Wo.)DE | — | CH77 (8 Wo.)CH | UK33 (3 Wo.)UK | — | Erstveröffentlichung: 5. Dezember 2005 |                                                                                      |
| 2006 | Biggest Mistake A Bigger Bang                                                                 | DE94 (1 Wo.)DE | — | — | UK51 (2 Wo.)UK | — | Erstveröffentlichung: 21. August 2006 |                                                                                      |
| 2010 | Plundered My Soul Exile on Main St (Limited Deluxe Edition)                                   | — | — | — | — | — | Erstveröffentlichung: 16. April 2010 |                                                                                      |
| 2012 | Doom and Gloom Grrr!                                                                          | DE64 (1 Wo.)DE | AT60 (1 Wo.)AT | — | UK61 (5 Wo.)UK | — | Erstveröffentlichung: 11. Oktober 2012 |                                                                                      |
| 2016 | Just Your Fool Blue & Lonesome                                                                | — | — | CH81 (1 Wo.)CH | — | — | Erstveröffentlichung: 7. Oktober 2016 Original: Little Walter                                                                                             |                                                                                      |
| 2016 | Ride ’em on Down Blue & Lonesome                                                              | — | — | — | — | — | Erstveröffentlichung: 25. November 2016 Original: Bukka White                                                                                             |                                                                                      |
| 2020 | Living in a Ghost Town –                                                                      | DE1 (4 Wo.)DE | AT53 (2 Wo.)AT | CH17 (1 Wo.)CH | UK61 (2 Wo.)UK | — | Erstveröffentlichung: 24. April 2020 Verkäufe: + 140.000                                                                                                  |                                                                                      |
| 2020 | Scarlet Goats Head Soup (Deluxe Edition)                                                      | — | — | — | — | — | Erstveröffentlichung: 24. Juli 2020 feat. Jimmy Page |                                                                                      |
| 2021 | Living in the Heart of Love Tattoo You (40th Anniversary Deluxe)                              | — | — | — | — | — | Erstveröffentlichung: 19. August 2021 |                                                                                      |
| 2021 | Troubles a’ Comin Tattoo You (Lost & Found – Rarities)                                        | — | — | — | — | — | Erstveröffentlichung: 30. September 2021 |                                                                                      |
| 2023 | Angry Hackney Diamonds                                                                        | DE21 (2 Wo.)DE | AT38 (2 Wo.)AT | CH42 (2 Wo.)CH | UK34 (2 Wo.)UK | — | Erstveröffentlichung: 6. September 2023 |                                                                                      |
| 2023 | Sweet Sounds of Heaven Hackney Diamonds                                                       | DE84 (1 Wo.)DE | — | CH72 (1 Wo.)CH | — | — | Erstveröffentlichung: 28. September 2023 feat. Lady Gaga & Stevie Wonder                                                                                  |                                                                                      |
| 2023 | Mess It Up Hackney Diamonds                                                                   | — | — | — | — | — | Erstveröffentlichung: 17. November 2023 |                                                                                      |

grau schraffiert: keine Chartdaten aus diesem Jahr verfügbar

## Videoalben und Musikvideos

### Videoalben
| Jahr | Titel                                                                                                | Höchstplatzierung, Gesamtwochen, AuszeichnungChartplatzierungen (Jahr, Titel, Platzierungen, Wochen, Auszeichnungen, Anmerkungen) | Höchstplatzierung, Gesamtwochen, AuszeichnungChartplatzierungen (Jahr, Titel, Platzierungen, Wochen, Auszeichnungen, Anmerkungen) | Höchstplatzierung, Gesamtwochen, AuszeichnungChartplatzierungen (Jahr, Titel, Platzierungen, Wochen, Auszeichnungen, Anmerkungen) | Höchstplatzierung, Gesamtwochen, AuszeichnungChartplatzierungen (Jahr, Titel, Platzierungen, Wochen, Auszeichnungen, Anmerkungen) | Höchstplatzierung, Gesamtwochen, AuszeichnungChartplatzierungen (Jahr, Titel, Platzierungen, Wochen, Auszeichnungen, Anmerkungen) | Anmerkungen                                                                     |
| Jahr | Titel                                                                                                | DE | AT | CH | UK | US | Anmerkungen                                                                     |
| ---- | --- | --- | --- | --- | --- | --- | ------------------------------------------------------------------------------- |
| 1980 | Gimme Shelter Selbstverlag (CBS)                                                                     | — | — | — | UK2 Gold · (83 Wo.)UK | US— GoldUS | Erstveröffentlichung: 1980 Verkäufe: + 75.000                                   |
| 1982 | Let’s Spend the Night Together EMI Records (EMI)                                                     | — | — | — | — | US? (3 Wo.)US | Erstveröffentlichung: 1982                                                      |
| 1983 | The Stones in the Park Gravity Records (BMG)                                                         | DE68 (2 Wo.)DE | — | — | UK8 Gold · (9 Wo.)UK | — | Erstveröffentlichung: 1983 Verkäufe: + 25.000                                   |
| 1984 | Video Rewind Vestron Video (Vestron)                                                                 | — | — | — | — | US? (7 Wo.)US | Erstveröffentlichung: 1984                                                      |
| 1988 | Charlie Is My Darling – Ireland 1965 Video Warehouse (VW)                                            | DE54 (1 Wo.)DE | AT3 (2 Wo.)AT | CH8 (3 Wo.)CH | UK11 (7 Wo.)UK | US? (19 Wo.)US | Erstveröffentlichung: 1988                                                      |
| 1989 | 25×5 – The Continuing Adventures of the Rolling Stones CMV Enterprises (CBS)                         | DE— GoldDE | — | — | — | US? ×2Doppelplatin · (31 Wo.)US                                                                                                   | Erstveröffentlichung: 1989 Verkäufe: + 235.000                                  |
| 1994 | Sympathy for the Devil ABKCO Records (UMG)                                                           | — | — | — | UK28 (6 Wo.)UK | — | Erstveröffentlichung: 1994                                                      |
| 1994 | Voodoo Lounge – Live Castle Music Pictures (Polygram)                                                | DE*DE | AT1 (3 Wo.)AT | CH2 (2 Wo.)CH | UK33 (77 Wo.)UK | US? Gold · (41 Wo.)US | Erstveröffentlichung: 1. Oktober 1994 Verkäufe: + 55.000; * siehe Studioalbum   |
| 1994 | Live at the Max Castle Music Pictures (Polygram)                                                     | — | — | — | UK25 (6 Wo.)UK | US? Gold · (41 Wo.)US | Erstveröffentlichung: 26. Oktober 1994 Verkäufe: + 84.000                       |
| 1995 | Voodoo Lounge – In Japan Dolphin Entertainment (EMI)                                                 | — | — | — | — | — | Erstveröffentlichung: 27. September 1995                                        |
| 1996 | Rock and Roll Circus ABKCO Records (UMG)                                                             | DE*DE | AT1 (4 Wo.)AT | CH1 (3 Wo.)CH | UK5 Gold · (14 Wo.)UK | US? Platin · (2 Wo.)US | Erstveröffentlichung: 14. Oktober 1996 Verkäufe: + 133.000; * siehe Livealbum   |
| 1998 | Bridges to Babylon Tour ’97–98 Warner Music (WMG)                                                    | DE*DE | AT*AT | CH*CH | UK5 Gold · (82 Wo.)UK | US? (70 Wo.)US | Erstveröffentlichung: 17. November 1998 Verkäufe: + 25.000; * siehe Studioalbum |
| 2003 | Four Flicks Warner Music (WMG)                                                                       | DE38 (5 Wo.)DE | AT3 Gold · (9 Wo.)AT | CH93 (1 Wo.)CH | UK11 Gold · (13 Wo.)UK | US— ×1919-fach-PlatinUS | Erstveröffentlichung: 11. November 2003 Verkäufe: + 2.218.000                   |
| 2004 | Toronto Rocks Rhino Records (WMG)                                                                    | — | — | — | — | — | Erstveröffentlichung: 14. Juli 2004                                             |
| 2006 | Truth & Lies Eagle Rock Entertainment (ERE)                                                          | — | — | — | — | — | Erstveröffentlichung: 27. Oktober 2006                                          |
| 2007 | The Biggest Bang Universal Music (UMG)                                                               | DE1 Gold · (15 Wo.)DE | AT1 (7 Wo.)AT | CH22 Gold · (6 Wo.)CH | UK2 Gold · (19 Wo.)UK | US? ×7Siebenfachplatin · (14 Wo.)US                                                                                               | Erstveröffentlichung: 27. Juli 2007 Verkäufe: + 790.500                         |
| 2008 | Shine a Light Paramount Pictures (PP)                                                                | DE*DE | AT1 (16 Wo.)AT | — | UK1 Platin · (141 Wo.)UK | — | Erstveröffentlichung: 4. April 2008 Verkäufe: + 50.000; * siehe Livealbum       |
| 2010 | Stones in Exile Eagle Rock Entertainment (ERE)                                                       | DE27 (4 Wo.)DE | AT2 (9 Wo.)AT | CH3 (8 Wo.)CH | UK3 (21 Wo.)UK | US? Gold · (34 Wo.)US | Erstveröffentlichung: 11. Juni 2010 Verkäufe: + 67.500                          |
| 2010 | Ladies & Gentlemen: The Rolling Stones Eagle Rock Entertainment (ERE)                                | DE20 Gold · (6 Wo.)DE | AT2 (6 Wo.)AT | CH1 (4 Wo.)CH | UK1 (30 Wo.)UK | US? Gold · (92 Wo.)US | Erstveröffentlichung: 5. Oktober 2010 Verkäufe: + 112.500                       |
| 2011 | The Rolling Stones: Ed Sullivan Shows 4/1965–67 SOFA Entertainment (SOFA)                            | — | — | — | — | US? (18 Wo.)US | Erstveröffentlichung: Oktober 2011                                              |
| 2011 | Some Girls – Live in Texas ’78 Eagle Rock Entertainment (ERE)                                        | DE*DE | AT4 (2 Wo.)AT | CH7 (1 Wo.)CH | UK12 (16 Wo.)UK | US4 Gold · (57 Wo.)US | Erstveröffentlichung: 21. November 2011 Verkäufe: + 67.500; * siehe Livealbum   |
| 2012 | Checkerboard Lounge / Live Chicago 1981 Eagle Rock Entertainment (ERE)                               | DE21 (2 Wo.)DE | AT1 (7 Wo.)AT | CH3 (9 Wo.)CH | UK6 (16 Wo.)UK | US? Gold · (34 Wo.)US | Erstveröffentlichung: 9. Juli 2012 Verkäufe: + 50.000; mit Muddy Waters         |
| 2012 | Ladies & Gentlemen / Some Girls – Live in Texas ’78 Eagle Rock Entertainment (ERE)                   | — | — | — | UK36 (1 Wo.)UK | — | Erstveröffentlichung: 12. Oktober 2012                                          |
| 2012 | Ladies & Gentlemen / Stones in Exile / Some Girls – Live in Texas ’78 Eagle Rock Entertainment (ERE) | — | — | — | UK41 (1 Wo.)UK | — | Erstveröffentlichung: 9. November 2012                                          |
| 2013 | Crossfire Hurricane Eagle Rock Entertainment (ERE)                                                   | DE50 (1 Wo.)DE | AT4 (2 Wo.)AT | CH2 (8 Wo.)CH | UK1 (49 Wo.)UK | US1 (41 Wo.)US | Erstveröffentlichung: 15. Januar 2013 Verkäufe: + 17.500                        |
| 2013 | Live at Glastonbury Selbstverlag (MBB)                                                               | — | — | — | UK43 (1 Wo.)UK | — | Erstveröffentlichung: 29. Juni 2013                                             |
| 2013 | Sweet Summer Sun – Hyde Park Live Eagle Rock Entertainment (ERE)                                     | DE* PlatinDE | AT1 (67 Wo.)AT | CH2 (20 Wo.)CH | UK1 Platin · (120 Wo.)UK | US1 Gold · (59 Wo.)US | Erstveröffentlichung: 8. November 2013 Verkäufe: + 220.000; * siehe Livealbum   |
| 2014 | From the Vault – Hampton Coliseum (Live in 1981) Eagle Rock Entertainment (ERE)                      | DE*DE | AT1 (9 Wo.)AT | CH2 (11 Wo.)CH | UK1 (18 Wo.)UK | US1 (44 Wo.)US | Erstveröffentlichung: 31. Oktober 2014 Verkäufe: + 5.000; * siehe Livealbum     |
| 2014 | From the Vault – L.A. Forum (Live in 1975) Eagle Rock Entertainment (ERE)                            | DE*DE | AT1 (6 Wo.)AT | CH1 (14 Wo.)CH | UK3 (20 Wo.)UK | US1 (42 Wo.)US | Erstveröffentlichung: 14. November 2014 Verkäufe: + 5.000; * siehe Livealbum    |
| 2015 | From the Vault – The Marquee Club – Live in 1971 Eagle Rock Entertainment (ERE)                      | DE*DE | AT1 (14 Wo.)AT | CH1 (5 Wo.)CH | UK2 (23 Wo.)UK | US1 (12 Wo.)US | Erstveröffentlichung: 19. Juni 2015 * siehe Livealbum                           |
| 2015 | From the Vault – Live at the Tokyo Dome Eagle Rock Entertainment (ERE)                               | DE*DE | AT1 (2 Wo.)AT | CH6 (1 Wo.)CH | UK2 (6 Wo.)UK | US5 (9 Wo.)US | Erstveröffentlichung: 30. Oktober 2015 * siehe Livealbum                        |
| 2015 | From the Vault – Roundhay Park: Live in Leeds 1982 Eagle Rock Entertainment (ERE)                    | DE*DE | AT3 (2 Wo.)AT | CH5 (1 Wo.)CH | UK7 (11 Wo.)UK | US6 (11 Wo.)US | Erstveröffentlichung: 20. November 2015 * siehe Livealbum                       |
| 2015 | From the Vault – The Complete Series 1 Eagle Rock Entertainment (ERE)                                | — | — | — | — | — | Erstveröffentlichung: 20. November 2015 * siehe Livealbum                       |
| 2016 | Totally Stripped Eagle Rock Entertainment (ERE)                                                      | DE*DE | AT1 (15 Wo.)AT | CH1 (12 Wo.)CH | UK1 (40 Wo.)UK | US1 (18 Wo.)US | Erstveröffentlichung: 30. Juni 2016 * siehe Livealbum                           |
| 2016 | Havana Moon Eagle Rock Entertainment (ERE)                                                           | DE* ×2DoppelplatinDE | AT1 (63 Wo.)AT | CH1 (16 Wo.)CH | UK3 (39 Wo.)UK | US1 (28 Wo.)US | Erstveröffentlichung: 11. November 2016 Verkäufe: + 135.000; * siehe Livealbum  |
| 2017 | Olé Olé Olé! – A Trip Across Latin America Eagle Rock Entertainment (ERE)                            | — | AT2 (6 Wo.)AT | — | UK4 (15 Wo.)UK | US2 (3 Wo.)US | Erstveröffentlichung: 26. Mai 2017                                              |
| 2017 | From the Vault – Sticky Fingers: Live at the Fonda Theatre 2015 Eagle Rock Entertainment (UMG)       | DE*DE | AT1 (18 Wo.)AT | CH2 (19 Wo.)CH | UK2 (42 Wo.)UK | US3 (16 Wo.)US | Erstveröffentlichung: 29. September 2017 Verkäufe: + 5.000; * siehe Livealbum   |
| 2018 | From the Vault – No Security. San Jose ’99 Eagle Rock Entertainment (UMG)                            | DE*DE | AT1 (9 Wo.)AT | CH1 (5 Wo.)CH | UK1 (18 Wo.)UK | US12 (… Wo.)US | Erstveröffentlichung: 13. Juli 2018 * siehe Livealbum                           |
| 2019 | Bridges to Bremen Eagle Rock Entertainment (UMG)                                                     | DE*DE | AT1 (12 Wo.)AT | CH2 (5 Wo.)CH | UK2 (36 Wo.)UK | — | Erstveröffentlichung: 21. Juni 2019 * siehe Livealbum                           |
| 2019 | Bridges to Buenos Aires Eagle Rock Entertainment (UMG)                                               | DE*DE | AT1 (9 Wo.)AT | CH7 (2 Wo.)CH | UK2 (53 Wo.)UK | — | Erstveröffentlichung: 8. November 2019 * siehe Livealbum                        |
| 2020 | The Brussels Affair ’73 Eagle Rock Entertainment (UMG)                                               | — | — | — | — | — | Erstveröffentlichung: 8. September 2020                                         |
| 2020 | Steel Wheels – Live Eagle Rock Entertainment (UMG)                                                   | DE*DE | AT1 (9 Wo.)AT | CH7 (1 Wo.)CH | UK1 (47 Wo.)UK | — | Erstveröffentlichung: 25. September 2020 * siehe Livealbum                      |
| 2021 | A Bigger Bang – Live on Copacabana Beach Mercury Records (UMG)                                       | DE*DE | AT1 (19 Wo.)AT | CH*CH | UK1 (51 Wo.)UK | — | Erstveröffentlichung: 9. Juli 2021 * siehe Livealbum                            |
| 2022 | Licked Live in NYC Mercury Records (UMG)                                                             | DE*DE | AT*AT | CH*CH | UK1 (20 Wo.)UK | — | Erstveröffentlichung: 13. April 2022 * siehe Livealbum                          |
| 2023 | Grrr Live! Mercury Records (UMG)                                                                     | DE*DE | AT*AT | CH*CH | UK*UK | US*US | Erstveröffentlichung: 10. Februar 2023 * siehe Livealbum                        |

grau schraffiert: keine Chartdaten aus diesem Jahr verfügbar

### Musikvideos
| Jahr | Titel                                                    | Regie                                                                  |
| ---- | -------------------------------------------------------- | ---------------------------------------------------------------------- |
| 1966 | Have You Seen Your Mother, Baby, Standing in the Shadow? | Peter Whitehead                                                        |
| 1967 | We Love You                                              | Peter Whitehead                                                        |
| 1967 | Dandelion                                                | Peter Whitehead                                                        |
| 1967 | 2000 Light Years from Home                               | Peter Whitehead                                                        |
| 1967 | She’s a Rainbow                                          | Michael Lindsay-Hogg                                                   |
| 1968 | Jumpin’ Jack Flash                                       | Michael Lindsay-Hogg                                                   |
| 1968 | Child of the Moon                                        | Michael Lindsay-Hogg                                                   |
| 1973 | Angie (2 Versionen)                                      | Michael Lindsay-Hogg                                                   |
| 1973 | Silver Train                                             | Michael Lindsay-Hogg                                                   |
| 1973 | Dancing with Mr. D                                       | Michael Lindsay-Hogg                                                   |
| 1974 | It’s Only Rock ’n Roll (But I Like It)                   | Michael Lindsay-Hogg                                                   |
| 1974 | Ain’t Too Proud to Beg                                   | Michael Lindsay-Hogg                                                   |
| 1974 | Till the Next Goodbye                                    | Michael Lindsay-Hogg                                                   |
| 1976 | Fool to Cry                                              | Bruce Gowers                                                           |
| 1976 | Hot Stuff                                                | Bruce Gowers                                                           |
| 1976 | Hey Negrita                                              | Bruce Gowers                                                           |
| 1976 | Crazy Mama                                               | Michael Lindsay-Hogg                                                   |
| 1978 | Miss You                                                 | Michael Lindsay-Hogg                                                   |
| 1978 | Far Away Eyes                                            | Michael Lindsay-Hogg                                                   |
| 1978 | Respectable                                              | Michael Lindsay-Hogg                                                   |
| 1980 | Emotional Rescue (Thermo Version)                        | David Mallet (Performance Version) Adam Friedman (Thermo Version)      |
| 1980 | Where the Boys Go                                        | Adam Friedman                                                          |
| 1980 | She’s So Cold                                            | David Mallet                                                           |
| 1981 | Start Me Up                                              | Michael Lindsay-Hogg                                                   |
| 1981 | Worried About You                                        | Michael Lindsay-Hogg                                                   |
| 1981 | Neighbours                                               | Michael Lindsay-Hogg                                                   |
| 1981 | Hang Fire                                                | Michael Lindsay-Hogg                                                   |
| 1982 | Going to a Go-Go                                         | Russell Mulcahy (Alternate Version) Hal Ashby (Live Version)           |
| 1982 | Time Is on My Side (Live)                                | Rudi Dolezal, Hannes Rossacher                                         |
| 1983 | Undercover of the Night                                  | Julien Temple                                                          |
| 1984 | She Was Hot                                              | Julien Temple                                                          |
| 1984 | Too Much Blood                                           | Julien Temple                                                          |
| 1986 | Harlem Shuffle                                           | Ralph Bakshi, John Kricfalusi                                          |
| 1986 | One Hit (To the Body)                                    | Russell Mulcahy                                                        |
| 1989 | Mixed Emotions                                           | Jim Gable, James Signorelli                                            |
| 1989 | Sad Sad Sad                                              | Julien Temple                                                          |
| 1989 | Rock and a Hard Place                                    | Wayne Isham                                                            |
| 1990 | Almost Hear You Sigh                                     | Wayne Isham                                                            |
| 1990 | Terrifying                                               | Jim Gable                                                              |
| 1991 | Highwire                                                 | Julien Temple                                                          |
| 1991 | Ruby Tuesday (Live)                                      | Julien Temple                                                          |
| 1991 | Sex Drive                                                | Julien Temple                                                          |
| 1994 | Love Is Strong                                           | David Fincher                                                          |
| 1994 | You Got Me Rocking                                       | Jim Gable                                                              |
| 1994 | Out of Tears                                             | Jake Scott                                                             |
| 1995 | I Go Wild                                                | Kevin Kerslake                                                         |
| 1995 | Like a Rolling Stone                                     | Michel Gondry                                                          |
| 1996 | Wild Horses                                              | Jim Gable                                                              |
| 1997 | Anybody Seen My Baby?                                    | Samuel Bayer                                                           |
| 1998 | Saint of Me                                              | Samuel Bayer                                                           |
| 1998 | Flip the Switch (Live)                                   | Jim Gable                                                              |
| 1998 | Out of Control (Live)                                    | Bruce Gowers                                                           |
| 1998 | Gimme Shelter (Live)                                     | Michel Gondry                                                          |
| 1999 | Memory Motel (Live)                                      | Bruce Gowers                                                           |
| 2002 | Don’t Stop                                               | Stylewar                                                               |
| 2003 | Sympathy for the Devil                                   | Alex De Rakoff (The Neptunes Remix) Mick Gochanour (Fatboy Slim Remix) |
| 2005 | Rough Justice                                            | Laurel Harris                                                          |
| 2005 | Streets of Love                                          | Laurel Harris (Studio Version) Jake Nava (Musikvideo)                  |
| 2005 | Rain Fall Down                                           | Jonas Åkerlund                                                         |
| 2009 | Wild Horses (Live at Knebworth 1976)                     | Michael Lindsay-Hogg                                                   |
| 2010 | Plundered My Soul                                        | Robert Frank                                                           |
| 2010 | Following the River                                      | Julian Gibbs                                                           |
| 2011 | No Spare Parts                                           | Mat Whitecross                                                         |
| 2012 | Doom and Gloom                                           | Jonas Åkerlund                                                         |
| 2015 | Can’t You Hear Me Knocking                               |                                                                        |
| 2015 | Bitch                                                    |                                                                        |
| 2016 | Hate to See You Go                                       |                                                                        |
| 2016 | Ride ’em On Down                                         | François Rousselet                                                     |
| 2020 | Living in a Ghost Town                                   | Joe Connor                                                             |
| 2020 | Criss Cross                                              | Diana Kunst                                                            |
| 2020 | Scarlet                                                  | Christopher Barrett, Luke Taylor                                       |
| 2021 | Living in the Heart of Love                              | Charles Mehling                                                        |
| 2023 | Angry                                                    | François Rousselet                                                     |

## Boxsets
| Jahr | Titel                                                                            | Höchstplatzierung, Gesamtwochen, AuszeichnungChartplatzierungen (Jahr, Titel, Platzierungen, Wochen, Auszeichnungen, Anmerkungen) | Höchstplatzierung, Gesamtwochen, AuszeichnungChartplatzierungen (Jahr, Titel, Platzierungen, Wochen, Auszeichnungen, Anmerkungen) | Höchstplatzierung, Gesamtwochen, AuszeichnungChartplatzierungen (Jahr, Titel, Platzierungen, Wochen, Auszeichnungen, Anmerkungen) | Höchstplatzierung, Gesamtwochen, AuszeichnungChartplatzierungen (Jahr, Titel, Platzierungen, Wochen, Auszeichnungen, Anmerkungen) | Höchstplatzierung, Gesamtwochen, AuszeichnungChartplatzierungen (Jahr, Titel, Platzierungen, Wochen, Auszeichnungen, Anmerkungen) | Anmerkungen                                                 |
| Jahr | Titel                                                                            | DE | AT | CH | UK | US | Anmerkungen                                                 |
| ---- | -------------------------------------------------------------------------------- | --- | --- | --- | --- | --- | ----------------------------------------------------------- |
| 1982 | The Rolling Stones Story Decca Records (Decca)                                   | — | — | — | — | — | Erstveröffentlichung: 1982                                  |
| 1989 | Singles Collection: The London Years ABKCO Records (UMG)                         | DE28 (8 Wo.)DE | — | — | UK— GoldUK | US91 Platin · (22 Wo.)US | Erstveröffentlichung: 15. August 1989 Verkäufe: + 1.185.000 |
| 1990 | Collection 1971–1989 Selbstverlag (CBS)                                          | — | — | — | — | — | Erstveröffentlichung: Juni 1990                             |
| 2003 | Remastered Series ABKCO Records (ABKCO)                                          | — | — | — | — | — | Erstveröffentlichung: 20. August 2003                       |
| 2004 | Singles 1963–1965 ABKCO Records (UMG)                                            | — | — | — | — | — | Erstveröffentlichung: 26. April 2004                        |
| 2004 | Singles 1965–1967 ABKCO Records (UMG)                                            | — | — | — | — | — | Erstveröffentlichung: 12. Juli 2004                         |
| 2005 | Singles 1968–1971 ABKCO Records (UMG)                                            | DE68 (1 Wo.)DE | — | — | — | — | Erstveröffentlichung: 28. Februar 2005                      |
| 2009 | Collector’s Box Polydor (UMG)                                                    | — | — | — | — | — | Erstveröffentlichung: 1. Mai 2009                           |
| 2010 | You Get What You Need Universal Music (UMG)                                      | — | — | — | — | — | Erstveröffentlichung: 2010                                  |
| 2010 | The Rolling Stones 1971–2005 Polydor (UMG)                                       | — | — | — | — | — | Erstveröffentlichung: 14. Mai 2010                          |
| 2010 | The Rolling Stones 1964–1969 auch bekannt als: ABKCO Box Set ABKCO Records (UMG) | — | — | — | — | — | Erstveröffentlichung: 19. November 2010                     |
| 2011 | The Singles 1971–2006 Polydor (UMG)                                              | DE57 (1 Wo.)DE | — | — | — | — | Erstveröffentlichung: 8. April 2011                         |
| 2016 | In Mono ABKCO Records (UMG)                                                      | DE15 d (2 Wo.)DE | — | CH33 d (1 Wo.)CH | — | US151 e (1 Wo.)US | Erstveröffentlichung: 30. September 2016                    |
| 2018 | Studio Albums Vinyl Collection 1971–2016 Polydor (UMG)                           | DE24 (1 Wo.)DE | — | — | — | — | Erstveröffentlichung: 15. Juni 2018                         |
| 2022 | Singles: Volume One 1963–1966 London Records (WMG)                               | DE22 (1 Wo.)DE | AT69 (1 Wo.)AT | — | — | — | Erstveröffentlichung: 10. Juni 2022                         |
| 2024 | 7’ Single Box Vol.2 (1966–1971) Universal Music (UMG)                            | DE82 (1 Wo.)DE | — | — | — | — | Erstveröffentlichung: 2. Februar 2024                       |

grau schraffiert: keine Chartdaten aus diesem Jahr verfügbar

## Promoveröffentlichungen
| Jahr | Titel Album                                                   | Anmerkungen                                                   |
| ---- | ------------------------------------------------------------- | ------------------------------------------------------------- |
| 1974 | Dance Little Sister It’s Only Rock ’n Roll                    | Erstveröffentlichung: 29. Oktober 1974                        |
| 1978 | Far Away Eyes Some Girls                                      | Erstveröffentlichung: 10. Mai 1978                            |
| 2010 | Following the River Exile on Main St (Limited Deluxe Edition) | Erstveröffentlichung: 7. Juni 2010                            |
| 2011 | No Spare Parts Some Girls (Deluxe Edition)                    | Erstveröffentlichung: 31. Oktober 2011                        |
| 2011 | I Love You Too Much Some Girls (Deluxe Edition)               | Erstveröffentlichung: 21. November 2011                       |
| 2016 | Poison Ivy The Rolling Stones EP                              | Erstveröffentlichung: September 2016                          |
| 2016 | Hate to See You Go Blue & Lonesome                            | Erstveröffentlichung: 21. Oktober 2016                        |
| 2020 | Criss Cross Goats Head Soup (Deluxe Edition)                  | Erstveröffentlichung: 9. Juli 2020                            |
| 2020 | Steel Wheels – Live                                           | Erstveröffentlichung: 26. September 2020 RSD-Veröffentlichung |
| 2021 | A Bigger Bang – Live on Copacabana Beach                      | Erstveröffentlichung: 12. Juni 2021 RSD-Veröffentlichung      |

## Sonderveröffentlichungen

### Alben
| Jahr | Titel Musiklabel                                          | Anmerkungen                                                            |
| ---- | --------------------------------------------------------- | ---------------------------------------------------------------------- |
| 1967 | Golden Serie International Decca Records (Decca)          | Erstveröffentlichung: 1967 Teil der „Golden-Serie-International“-Reihe |
| 1969 | Great Hits Decca Records (Decca)                          | Erstveröffentlichung: 1969 Teil der „Great-Hits“-Reihe                 |
| 1978 | 20 Super Hits by The Rolling Stones Decca Records (Decca) | Erstveröffentlichung: 1978 Teil der „20-Super-Hits“-Reihe              |
| 1979 | Profile Decca Records (Decca)                             | Erstveröffentlichung: 1979 Teil der „Profile“-Reihe                    |
| 1980 | The Legends of Rock Decca Records (Decca)                 | Erstveröffentlichung: 1980 Teil der „The-Legends-of-Rock“-Reihe        |
| 1983 | Die weiße Serie Decca Records (Decca)                     | Erstveröffentlichung: 1983 Teil der „Die-weiße-Serie“-Reihe            |

| Jahr | Titel Musiklabel          | Anmerkungen                                                                   |
| ---- | ------------------------- | ----------------------------------------------------------------------------- |
| 2012 | BBC Session Polydor (UMG) | Erstveröffentlichung: 12. November 2012 Teil von Grrr! (Super Deluxe Edition) |

| Jahr | Titel Musiklabel                                                    | Anmerkungen                                                           |
| ---- | ------------------------------------------------------------------- | --------------------------------------------------------------------- |
| 1984 | Original Master Recording: The Rolling Stones Decca Records (Decca) | Erstveröffentlichung: 1984 Teil der „Original-Master-Recording“-Reihe |

| Jahr | Titel Musiklabel                                               | Anmerkungen                |
| ---- | -------------------------------------------------------------- | -------------------------- |
| 1973 | Vol. 1 – Carol Decca Records (Decca)                           | Erstveröffentlichung: 1973 |
| 1973 | Vol. 2 – Not Fade Away Decca Records (Decca)                   | Erstveröffentlichung: 1973 |
| 1973 | Vol. 3 – Time Is on My Side Decca Records (Decca)              | Erstveröffentlichung: 1973 |
| 1973 | Vol. 4 – Satisfaction Decca Records (Decca)                    | Erstveröffentlichung: 1973 |
| 1973 | Vol. 5 – After-Math Decca Records (Decca)                      | Erstveröffentlichung: 1973 |
| 1973 | Vol. 6 – Got Live (If You Want It) Decca Records (Decca)       | Erstveröffentlichung: 1973 |
| 1973 | Vol. 7 – Between the Buttons Decca Records (Decca)             | Erstveröffentlichung: 1973 |
| 1973 | Vol. 8 – Their Satanic Majesties Request Decca Records (Decca) | Erstveröffentlichung: 1973 |
| 1973 | Vol. 9 – Beggars Banquet Decca Records (Decca)                 | Erstveröffentlichung: 1973 |
| 1974 | Vol. 10 – Let It Bleed Decca Records (Decca)                   | Erstveröffentlichung: 1974 |
| 1974 | Vol. 11 – Get Yer Ya-Ya’s Out Decca Records (Decca)            | Erstveröffentlichung: 1974 |
| 1974 | Vol. 12 – Flowers Decca Records (Decca)                        | Erstveröffentlichung: 1974 |
| 1974 | Vol. 13 – Honky Tonk Women Decca Records (Decca)               | Erstveröffentlichung: 1974 |
| 1974 | Vol. 14 – "Paint It Black" Decca Records (Decca)               | Erstveröffentlichung: 1974 |
| 1974 | Vol. 15 – Milestones Decca Records (Decca)                     | Erstveröffentlichung: 1974 |
| 1974 | Vol. 16 – Stone Age Decca Records (Decca)                      | Erstveröffentlichung: 1974 |
| 1974 | Vol. 17 – Gimme Shelter Decca Records (Decca)                  | Erstveröffentlichung: 1974 |
| 1974 | Vol. 18 – Rock ‘n’ Rolling Stones Decca Records (Decca)        | Erstveröffentlichung: 1974 |
| 1975 | Vol. 19 – No Stone Unturned Decca Records (Decca)              | Erstveröffentlichung: 1975 |

### Lieder
| Jahr | Titel Album                                      | Anmerkungen                                                                                            |
| ---- | ------------------------------------------------ | --- |
| 1995 | The Rocky Road to Dublin The Long Black Veil     | Erstveröffentlichung: 16. Januar 1995 The Chieftains feat. The Rolling Stones                          |
| 1997 | Paying the Cost to Be the Boss Deuces Wild       | Erstveröffentlichung: 4. November 1997 B.B. King feat. The Rolling Stones                              |
| 2009 | Under the Boardwalk Rhythms del mundo – Classics | Erstveröffentlichung: 31. Juli 2009 Rhythms del Mundo feat. The Rolling Stones; Original: The Drifters |

| Jahr | Titel Soundtrack                                           | Anmerkungen                              |
| ---- | ---------------------------------------------------------- | ---------------------------------------- |
| 1986 | Jumpin’ Jack Flash                                         | Erstveröffentlichung: 1986               |
| 1994 | Jump on Top of Me Prêt-à-Porter                            | Erstveröffentlichung: 6. Dezember 1994   |
| 1998 | Honest I Do Eine zweite Chance                             | Erstveröffentlichung: 19. Mai 1998       |
| 2001 | Can’t You Hear Me Knocking Blow                            | Erstveröffentlichung: 2001               |
| 2001 | Can’t You Hear Me Knocking The Sopranos – Peppers & Eggs   | Erstveröffentlichung: 8. Mai 2001        |
| 2002 | Moonlight Mile                                             | Erstveröffentlichung: 2002               |
| 2006 | Let It Loose Departed – Unter Feinden                      | Erstveröffentlichung: 7. November 2006   |
| 2007 | Play with Fire Darjeeling Limited                          | Erstveröffentlichung: 25. September 2007 |
| 2008 | You Can’t Always Get What You Want Californication         | Erstveröffentlichung: 28. Januar 2008    |
| 2008 | You Can’t Always Get What You Want 21                      | Erstveröffentlichung: 18. März 2008      |
| 2009 | Street Fighting Man Der fantastische Mr. Fox               | Erstveröffentlichung: 3. November 2009   |
| 2010 | Sympathy for the Devil Middle Men                          | Erstveröffentlichung: 3. August 2010     |
| 2010 | Under My Thumb Scott Pilgrim gegen den Rest der Welt       | Erstveröffentlichung: 10. August 2010    |
| 2012 | You Can’t Always Get What You Want LOL – Laughing Out Loud | Erstveröffentlichung: 2012               |
| 2015 | Beast of Burden Fifty Shades of Grey                       | Erstveröffentlichung: 10. Februar 2015   |
| 2016 | Stray Cat Blues Joy – Alles außer gewöhnlich               | Erstveröffentlichung: 8. Januar 2016     |
| 2016 | Heaven A Bigger Splash                                     | Erstveröffentlichung: 12. Februar 2016   |
| 2016 | Moon Is Up A Bigger Splash                                 | Erstveröffentlichung: 12. Februar 2016   |
| 2016 | Paint It Black Mafia III                                   | Erstveröffentlichung: 7. Oktober 2016    |
| 2017 | Gimme Shelter The Vietnam War                              | Erstveröffentlichung: 15. September 2017 |

## Statistik

### Chartauswertung
Die folgende Aufstellung beinhaltet eine Übersicht über die Charterfolge der Rolling Stones in den Album-, Single- und Musik-DVD-Charts. In Deutschland besteht die Besonderheit, dass Videoalben sich ebenfalls in den Albumcharts platzieren, in den weiteren Ländern stammen die Chartausgaben aus eigenständigen Musik-DVD-Charts. Einzige Ausnahme bilden die Chartangaben zu Four Flicks und The Biggest Bang in der Schweizer Hitparade. Die Chartabgaben hierzu stammen aus den Albumcharts, weil die Videoalben vor der Einführung der Musik-DVD-Charts sich in der Hitparade platzierten.
|                     | DE     | AT     | CH     | UK     | US     |
| ------------------- | ------ | ------ | ------ | ------ | ------ |
| Nummer-eins-Alben   | DE11DE | AT8AT  | CH5CH  | UK12UK | US9US  |
| Top-10-Alben        | DE51DE | AT29AT | CH21CH | UK39UK | US38US |
| Alben in den Charts | DE84DE | AT43AT | CH47CH | UK56UK | US58US |

|                       | DE     | AT     | CH     | UK     | US     |
| --------------------- | ------ | ------ | ------ | ------ | ------ |
| Nummer-eins-Singles   | DE7DE  | AT1AT  | CH3CH  | UK8UK  | US8US  |
| Top-10-Singles        | DE15DE | AT13AT | CH11CH | UK21UK | US23US |
| Singles in den Charts | DE48DE | AT29AT | CH27CH | UK57UK | US59US |

|                          | DE    | AT     | CH     | UK     | US     |
| ------------------------ | ----- | ------ | ------ | ------ | ------ |
| Nummer-eins-Videoalben   | DE—DE | AT18AT | CH7CH  | UK10UK | US7US  |
| Top-10-Videoalben        | DE—DE | AT26AT | CH21CH | UK27UK | US12US |
| Videoalben in den Charts | DE—DE | AT26AT | CH21CH | UK35UK | US13US |

### Auszeichnungen für Musikverkäufe
Die Lieder Can’t You Hear Me Knocking und Under My Thumb erschienen weder als Singles, noch konnten sie aufgrund von Downloads oder Musikstreaming die Charts erreichen. Dennoch wurden die Lieder mit Schallplattenauszeichnungen für jeweils über 35.000 verkaufte Einheiten ausgezeichnet.
| Land/RegionAuszeichnungen für Musikverkäufe (Land/Region, Auszeichnungen, Verkäufe, Quellen) | Silber       | Gold         | Platin         | Diamant     | Verkäufe    | Quellen |
| -------------------------------------------------------------------------------------------- | ------------ | ------------ | -------------- | ----------- | ----------- | --- |
| Argentinien (CAPIF)                                                                          | —            | 4× Gold4     | 13× Platin13   | —           | 758.000     | capif.org.ar (Memento vom 6. Juli 2011 im Internet Archive) AR2 (Memento vom 31. Mai 2011 im Internet Archive) |
| Australien (ARIA)                                                                            | —            | 16× Gold16   | 47× Platin47   | —           | 3.540.000   | aria.com.au |
| Belgien (BRMA)                                                                               | —            | 4× Gold4     | 3× Platin3     | —           | 220.000     | ultratop.be |
| Brasilien (PMB)                                                                              | —            | 4× Gold4     | 2× Platin2     | —           | 275.000     | pro-musicabr.org.br                                                                                            |
| Dänemark (IFPI)                                                                              | —            | 5× Gold5     | Platin1        | —           | 205.000     | ifpi.dk |
| Deutschland (BVMI)                                                                           | —            | 16× Gold16   | 9× Platin9     | —           | 5.425.000   | musikindustrie.de                                                                                              |
| Europa (IFPI)                                                                                | —            | Gold1        | 5× Platin5     | —           | (5.500.000) | ifpi.org (Memento vom 15. Oktober 2013 im Internet Archive)                                                    |
| Finnland (IFPI)                                                                              | —            | 2× Gold2     | —              | —           | 53.198      | ifpi.fi |
| Frankreich (SNEP)                                                                            | —            | 24× Gold24   | 9× Platin9     | —           | 3.580.000   | infodisc.fr snepmusique.com                                                                                    |
| Frankreich (UPFI)                                                                            | —            | 2× Gold2     | 4× Platin4     | —           | 75.000      | upfi.fr |
| Griechenland (IFPI)                                                                          | —            | 2× Gold2     | —              | —           | 25.000      | Einzelnachweise                                                                                                |
| Irland (IRMA)                                                                                | Silber1      | Gold1        | —              | —           | 12.500      | irishcharts.ie                                                                                                 |
| Italien (FIMI)                                                                               | —            | 8× Gold8     | 4× Platin4     | —           | 450.000     | fimi.it |
| Japan (RIAJ)                                                                                 | —            | 6× Gold6     | 2× Platin2     | —           | 1.119.010   | riaj.or.jp |
| Kanada (MC)                                                                                  | —            | 10× Gold10   | 30× Platin30   | 2× Diamant2 | 2.950.000   | musiccanada.com                                                                                                |
| Mexiko (AMPROFON)                                                                            | —            | Gold1        | Platin1        | —           | 100.000     | Einzelnachweise                                                                                                |
| Neuseeland (RMNZ)                                                                            | —            | 13× Gold13   | 33× Platin33   | —           | 915.000     | aotearoamusiccharts.co.nz NZ2 NZ3                                                                              |
| Niederlande (NVPI)                                                                           | —            | 8× Gold8     | 9× Platin9     | —           | 1.060.000   | nvpi.nl |
| Norwegen (IFPI)                                                                              | Silber1      | 2× Gold2     | Platin1        | —           | 170.000     | ifpi.no (Memento vom 5. November 2012 im Internet Archive)                                                     |
| Österreich (IFPI)                                                                            | —            | 9× Gold9     | 5× Platin5     | —           | 325.000     | ifpi.at |
| Polen (ZPAV)                                                                                 | —            | 4× Gold4     | 4× Platin4     | —           | 240.000     | olis.pl |
| Portugal (AFP)                                                                               | —            | 3× Gold3     | Platin1        | —           | 42.000      | Einzelnachweise                                                                                                |
| Schweden (IFPI)                                                                              | —            | 6× Gold6     | Platin1        | —           | 285.000     | sverigetopplistan.se                                                                                           |
| Schweiz (IFPI)                                                                               | —            | 7× Gold7     | 3× Platin3     | —           | 273.000     | hitparade.ch                                                                                                   |
| Spanien (Promusicae)                                                                         | —            | 12× Gold12   | 8× Platin8     | —           | 1.050.000   | elportaldemusica.es ES2 ES3 ES4                                                                                |
| Uruguay (CUD)                                                                                | —            | Gold1        | —              | —           | 3.000       | cudisco.org |
| Vereinigte Staaten (RIAA)                                                                    | —            | 28× Gold28   | 78× Platin78   | Diamant1    | 75.300.000  | riaa.com |
| Vereinigtes Königreich (BPI)                                                                 | 14× Silber14 | 32× Gold32   | 24× Platin24   | —           | 17.050.000  | bpi.co.uk |
| Insgesamt                                                                                    | 16× Silber16 | 231× Gold231 | 297× Platin297 | 3× Diamant3 |             | |